# Gwardia Ludowa
Gwardia Ludowa (GL) – organizacja zbrojna Polskiej Partii Robotniczej utworzona 28 marca 1942 (antydatowana na 6 stycznia 1942) w celu walki zbrojnej z okupantem niemieckim.
Nieznana jest dokładna liczba żołnierzy Gwardii Ludowej. Początkowo zamiast polskiego godła żołnierze nosili na czapkach czerwony trójkąt z napisem „GL” – dopiero w późniejszym czasie znakiem tej formacji stał się stylizowany piastowski orzeł, a nieoficjalnym hymnem Marsz Gwardii Ludowej. Organem prasowym organizacji było pismo „Gwardzista”.
1 stycznia 1944 r. utworzona przez PPR Krajowa Rada Narodowa przemianowała Gwardię Ludową na Armię Ludową.

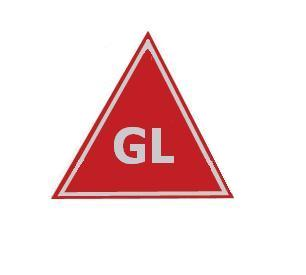
Odznaka wyróżniająca Gwardii Ludowej

## Geneza formowania komunistycznego ruchu oporu
16 sierpnia 1938 Komintern rozwiązał Komunistyczną Partię Polski w ZSRR NKWD w okresie „wielkiej czystki” wymordowało większość działaczy, a planowana odbudowa KPP została wstrzymana po pakcie Ribbentrop-Mołotow, w okresie otwartej współpracy ZSRR z III Rzeszą po 23 sierpnia 1939. Niewielkie organizacje komunistyczne lub kierowane przez komunistów zaczęły powstawać na terenie okupacji niemieckiej zimą 1939/40, a centrum ich działalności była Warszawa. Organizacje takie jak Rewolucyjne Rady Robotniczo-Chłopskie „Młot i Sierp” i Stowarzyszenie Przyjaciół ZSRR były nieliczne i nie miały praktycznego znaczenia. 5 stycznia 1942 r. w Warszawie, z inicjatywy Kominternu, przez przybyłych z ZSRR polskich komunistów z tzw. Grupy Inicjatywnej (zrzuconych przez lotnictwo sowieckie na spadochronach 28 grudnia 1941 w okolicach Wiązowny), poprzez połączenie organizacji Związek Walki Wyzwoleńczej (utworzonej we wrześniu 1941) z kilkoma istniejącymi konspiracyjnymi grupami komunistycznymi, została utworzona Polska Partia Robotnicza (PPR).
Autorem nazwy partii był Józef Stalin, który 27 sierpnia 1941 przekazał sekretarzowi generalnemu Międzynarodówki Komunistycznej (Kominternu) Georgiemu Dimitrowowi wskazówki, by nie posługiwać się nazwą „partia komunistyczna”, gdyż mogłaby odstraszać przyszłych członków. Dimitrow 29 sierpnia 1941 przekazał dyspozycje Stalina grupie polskich komunistów (nazwa partii pozbawiona wyrazu „komunistyczna” wzbudziła szereg wątpliwości wśród polskich komunistów w ZSRR). Szkoleniem aktywistów PPR tworzących Grupę Inicjatywną m.in. w specjalnym ośrodku w miejscowości Puszkino pod Moskwą, zajmował się Ludowy Komisariat Spraw Wewnętrznych (NKWD). Działalność PPR podlegała kierowniczym czynnikom w Moskwie, ze względów taktycznych formalnie nie była związana z Międzynarodówką Komunistyczną w okresie jej istnienia. Gwardia Ludowa została utworzona przez Polską Partię Robotniczą jako jej organizacja wojskowa. Zdaniem krytyków z ruchu socjalistycznych, nazwa GL stanowiła kopię nazwy istniejących od X. 1939 oddziałów wojskowych PPS – Gwardii Ludowej PPS-WRN. Depesza Centralnego Kierownictwa WRN do Komitetu Zagranicznego PPS z 22 czerwca 1942 r. stwierdzała: Przy czym komuniści działają z całą swoją znaną perfidią: np. dla swoich formacji przyjęli nazwę „Gwardii Ludowej”, który to tytuł noszą nasze oddziały wojskowe zorganizowane w ramach Siły Zbrojnej w Kraju. Gdzie tylko mogą przedstawiają się też komuniści jako emisariusze Rządu polskiego lub przedstawiciele PPS (zbliżona nazwa PPR).
Gwardia Ludowa miała w założeniu prowadzić konspiracyjną walkę z hitlerowskimi Niemcami poprzez działania partyzanckie, niszczenie transportów wroga, dezorganizację administracji. Walki partyzanckie wspierały atakującą Niemców Armię Czerwoną. Podstawowym celem organizacji było tworzenie oddziałów partyzanckich i grup specjalnych. GL wykonywała akcje odwetowe i zamachy na okupantów. GL zajmowała się również wywiadem.
GL rozpoczęła działalność bez środków pieniężnych na działalność oraz bez odpowiedniej kadry oficerskiej. Początkowo dowódcą Gwardii Ludowej był Bolesław Mołojec; szefem Sztabu Głównego został Marian Spychalski, zastąpiony później po konflikcie z Mołojcem przez Franciszka Jóźwiaka. GL budowano, bazując na strukturach komitetów PPR. Dużą rolę w tworzeniu organizacji mieli udział żołnierze brygady im. Jarosława Dąbrowskiego, którym udało się przedostać do Polski z Francji (dużą grupę dąbrowszczaków sprowadził w lecie 1942 z Francji Mołojec, osobiście udając się po nich do Paryża). W szeregach organizacji znaleźli się też zbiegli z niewoli niemieckiej żołnierze Armii Czerwonej. W Gwardii Ludowej znaleźli się przedstawiciele kilkudziesięciu narodowości, najliczniejsi byli zbiegli żołnierze sowieccy (Rosjanie, Białorusini, Ukraińcy, Gruzini, Azerowie), a także Żydzi, Słowacy, Brytyjczycy i przedstawiciele narodów Jugosławii GL podlegały oddziały bojowe Związku Walki Młodych.
Zorganizowano sześć obwodów Gwardii Ludowej odpowiadających mniej więcej województwom. Dowództwom obwodów podporządkowane zostały okręgi obejmujące po parę powiatów. Doświadczenie bojowe wnieśli do GL, jako organizatorzy komend obwodów i dowódcy oddziałów partyzanckich, żołnierze brygady im. Jarosława Dąbrowskiego z lat wojny domowej w Hiszpanii. Wyjazd wielu z nich do kraju przygotowała Organizacja Pomocy Ojczyźnie, utworzona w południowej Francji przez Polaków, członków Komunistycznej Partii Francji. Na podstawie przesłanych nielegalnie z kraju in blanco przepustek wyjechała z Francji do Polski w czerwcu-lipcu 1942 r. pierwsza grupa dąbrowszczaków. Wśród nich byli Grzegorz Korczyński, późniejszy dowódca oddziału im. Kościuszki, operującego w powiatach janowskim, biłgorajskim i kraśnickim; jego zastępca Antoni Grabowski ps. „Czarny Antek” – pierwszy dowódca okręgu II, zwanego Warszawa Lewa Podmiejska (powiaty: grójecki, sochaczewski, łowicki); August Lange ps. „Gruby Stach” – dowódca jednego z pierwszych oddziałów GL w powiecie Starachowice; Augustyn Micał ps. „Gustek” – organizator GL w obwodzie IV (Krakowskie i Rzeszowskie); Józef Mrozek – instruktor pierwszego oddziału im. Stefana Czarnieckiego pod dowództwem – Franciszka Zubrzyckiego ps. „Małego Franka”, zorganizowanego przez Sztab Główny Gwardii Ludowej w rejonie Piotrkowa i Tomaszowa Mazowieckiego; Stanisław Łaciński ps. „Tomek” – pierwszy dowódca obwodu VI (Zagłębie-Śląsk); – dr Henryk Sternhel ps. „Gustaw” – dowódca GL w Warszawie latem 1943 roku; – Franciszek Księżarczyk ps. „Michał”, „Bruno” – dowódca GL w Krakowskiem;  Jan Sławiński ps. „Tyfus” – organizator GL w Lubelskiem i wielu innych. Większość z nich poległa w walce – Józef Spiro, Antoni Grabowski, August Lange, Stanisław Łaciński, Henryk Sternhel, Jan Sławiński; Augustyn Micał zginał w Oświęcimiu. Szereg dowódców oddziałów partyzanckich GL to oficerowie Armii Czerwonej, którzy zbiegli z obozów jenieckich. Wśród nich wyróżnili się Fiodor Kowalow ps. „Fiedia”, „Albert”, dowódca jednego z pierwszych oddziałów na terenach północnej Lubelszczyzny (powiat Radzyń); Piotr Finansow ps. „Pietia”, dowódca oddziału na terenie okręgu 3 (Warszawa Prawa Podmiejska – pow. Mińsk Mazowiecki); Wasyl Wojczenko ps. „Saszka”, dowódca oddziału im. Langiewicza na terenie pow. Opatowskiego; Mikołaj Sługawczow ps.„Tadek Ruski”;  Jakow Salnikow ps. „Jasza” z Częstochowskiego; Mikołaj Kołosow „Kolka” i inni. Dowódcą drużyny kolarzy w oddziale im. Puławskiego, działającym w Łowickiem, był Czech, dezerter z Wehrmachtu, Jerzy Niedoszyński ps. „Pepik”. Wszyscy wyżej wymienieni mieli przygotowanie wojskowe.
Jednym z głównych celów PPR, a co za tym idzie i Gwardii Ludowej, była początkowo próba wywołania ogólnonarodowego powstania, które pozwoliłoby związać część sił niemieckich na ziemiach polskich i przerwać linie zaopatrzeniowe na wschód. Program metod walki z okupantem niemieckim przeciwstawił PPR od jej założenia Polskiemu Państwu Podziemnemu. Na pytanie, czy na terror hitlerowców należy odpowiadać kontrterrorem, czy spowoduje on zmasowane represje okupanta, które wykrwawią tylko naród i osłabią siły, podziemne AK odpowiadała w „Biuletynie Informacyjnym” pt. „Z bronią u nogi”: „Na dziś obowiązywać nas powinien rozkaz Naczelnego Wodza (…): czekać z bronią u nogi. Nie pozwalać się sprowokować. Obdarzać pełnym zaufaniem kierownictwo Kraju i Narodu, które ma warunki do bardziej obiektywnego poglądu na sprawy niż, przeciętny, pozbawiony informacji obywatel”.
Na zasadniczo odmiennych pozycjach stał PPR i jego zbrojne ramię GL. Uznawały one, że jedyną siłą zdolną pokonać okupanta jest ZSRR i należy podejmować wszelkie działania ułatwiające mu zwycięstwo. Każdy miesiąc przynosi niepowetowane straty ludzkie powodowane przez terror hitlerowski i pierwszorzędnym zadaniem sił w kraju powinno być jak najszybsze wyzwolenie spod okupacji niemieckiej. Do tego miało prowadzić wywołanie powszechnej wojny partyzanckiej. Już w odezwie programowej PPR tuż po jej powstaniu stwierdzano „Popierajcie za wszystkich sił zbrojne wystąpienia przeciw armii faszystowskich zaborców. Twórzcie oddziały partyzantki. Niech drugi front powstanie na tyłach niemieckich.”. Powstanie PPR przypadało na czas wzmożonego terroru hitlerowskiego. Trwała akcja likwidacji gett. Narastało przekonanie, że następnym w kolei będzie likwidacja narodu polskiego co potwierdzała choćby akcja wysiedleńcza na Zamojszczyźnie, zmasowane łapanki oraz publiczne egzekucje. PPR-owska „Trybuna Wolności”, nawołując do powszechnego powstania, wzywała: „Narodowi jako całości grozi zagłada. Cały naród musi stanąć do walki. Zbrodnie dokonywane na Żydach to straszliwe ostrzeżenie dla wszystkich narodów podbitych. Od postawy narodu zależy, czy zdoła się on uratować przed zagładą. W nadchodzącym ataku okupanta na naród polski nie uratują nas jednostkowe akty rozpaczy. Walka nasza musi być powszechna i skuteczna, rozważna i planowo zorganizowana.” a organ Gwardii Ludowej dodawał: „(…) Mylą się grubo ci, którzy milczeniem, pokorą i przemilczeniem nawet najpodlejszych zbrodni chcą wybłagać litość u wroga i łagodność. Nie, to go właśnie rozzuchwala. (…) Tych z bronią u nogi zawsze łatwiej wytłuc niż tych z bronią u oka (…) W walce nasz ratunek i odwecie. (…) Dla Polski „angielski” sposób wojowania i możliwe jego skutki są szczególnie niebezpieczne i groźne. Naród polski po 30 miesiącach niewoli nie może czekać na wyzwolenie przez korpus anglosaski w 1945 r.”
W połowie 1942 r. kierownictwo PPR przystąpiło do tworzenia ruchu partyzanckiego. W maju utworzono pierwszy oddział partyzancki Gwardii Ludowej pod dowództwem „Małego Franka”. Z tej okazji organ Gwardii Ludowej opublikował rozkaz „Do oddziałów Gwardii Ludowej wyruszających w pole” stwierdzający: „Dziś zgodnie z obowiązkiem wiernych synów Polski ruszacie w pole. (…) Nie jesteście ostatni. Za wami pójdą setki i tysiące. Polskie bory, pola, drogi, wsie zaludnia się oddziałami partyzantów (…).”. Organ KC PPR donosił: „Dokonał się przełom olbrzymi. Partyzantka polska stała się rzeczywistością. I dlatego nie pomogą tu żadne „strategiczne” rozważania reakcyjnych gryzipiórków, tłumaczące, że to utopia. (…) Coraz bardziej utrwala się w społeczeństwie pogląd, że niepodległość nie spadnie nam na angielskim spadochronie z nieba, że trzeba już dziś o nią walczyć. Przyczynili się do tego w pierwszym rządzie ci dzielni chłopcy, którzy gwiżdżąc na wszelkie strachy na lachy „miarodajnych czynników”, ruszyli do lasu, by bić szkopów.”. Faktycznie było to podjęcie po raz pierwszy od czasu walk oddziałów mjr. Dobrzańskiego „Hubala” próby systematycznych działań partyzanckich na terenach polskich okupowanych przez hitlerowców.
W maju 1942 r. w Zagłębiu Dąbrowskim zawarte zostało porozumienie o współpracy wojskowej między PPR a PPS (WRN) reprezentowanych przez Cezarego Uthke i Anastazego Kowalczyka.
Kilka miesięcy później, w kilku miastach, Gwardia Ludowa przystąpiła do akcji odwetowej w odpowiedzi na falę terroru hitlerowskiego z października 1942 r. Przeprowadzono szereg zamachów w Warszawie (na lokale niemieckie „Cafe Club” i „Mitropa”, na drukarnie gadzinowego „Nowego Kuriera Warszawskiego”, na kolumnę SA w Alejach Ujazdowskich), Krakowie (na kawiarnie „nur fur Deutsche” „Cyganeria” i „Pawilon”), Radomiu (na niemieckie kino „Apollo”), Łodzi, Rzeszowie i Częstochowie. Nasilający się terror niemiecki oraz akcje i propaganda komunistów zmuszały AK do skorygowania dotychczasowej strategii. W grudniu 1942 r., wobec terroru niemieckiego na Zamojszczyźnie, oddziały Batalionów Chłopskich i AK przeprowadziły intensywne akcje partyzanckie o charakterze odwetowym. Akcje te odniosły pozytywny skutek, ograniczając terror okupanta. PPR wykorzystywała ten sukces w swojej propagandzie, która wytykała AK bierność. Główny organ prasowy GL „Gwardzista” komentował zmianę taktyki AK: „Jest to wielka zdobycz na drodze do jedności narodu. Obok gwardzistów stanęli do boju żołnierze innych organizacji. Nam nie zależy na monopolu walki. Przeciwnie, pragniemy widzieć cały naród z bronią w ręku. Nie przemilczamy ani nie przechwytujemy sukcesów innych grup walczących. Każde uderzenie w okupanta to krok ku wyzwoleniu, a to jest przecież najistotniejsze.”.
Jeszcze w lutym 1943 r., zwracając się do obozu rządowego w publicznym apelu o nawiązanie rozmów, Gomułka uzależniał oddanie oddziałów GL do wspólnej dyspozycji z AK od „prowadzenia przez zjednoczone siły wojskowe walki z okupantem w takich formach i w takim zakresie, jak na to pozwalają warunki dyktowane ogólną sytuacja wojenną, rozporządzalne siły i środki oraz jak tego wymaga niezbędna samoobrona narodu”. W związku z niepowodzeniem tego planu na początku 1943 PPR wycofała hasło powstania powszechnego, propagując wzmożoną walkę partyzancką, zajmując się m.in. rozbudową swoich oddziałów zbrojnych Gwardii Ludowej.
ZSRR nieufność wobec PPR rozciągał również na działania zbrojne prowadzone przez podporządkowane jej oddziały zbrojne Gwardii Ludowej, które nie otrzymywały wsparcia z zewnątrz. W marcu 1944 r. Gomułka pisał do Moskwy: „Są zadania, których nie spełnimy bez pomocy zewnętrznej. (…) zgłaszają się formacje wojskowe różnych organizacji politycznych (…). A my nie mamy broni nie tylko dla zgłaszających się formacji, lecz nie mamy jej nawet dla tysięcy dobrych żołnierzy garnizonowych zorganizowanych przez Gwardię Ludową (…). Nie mamy dostatecznej ilości broni (…), nie mamy amunicji (…) dla ok. 2000 naszych partyzantów. (…)”
Wsparcie materialne ze strony ZSRR było niewielkie. Jeszcze w styczniu 1944 r. Władysław Gomułka depeszował do Moskwy: „Finansowy stan gorzej niż opłakany (…) potrzeby wzrastają, a eksy – jedyne źródło naszych dochodów – są coraz trudniejsze i kosztują bardzo dużo bo życie wielu dobrych bojowców i partyjniaków”. Dopiero we wrześniu 1943 GL otrzymała pierwsze niewielkie zrzuty broni z ZSRR – do końca roku w sześciu zrzutach dostarczono 80 pistoletów maszynowych z dużą ilością amunicji, granaty, sprzęt radiowy i nieduże ilości materiałów wybuchowych. Jednym z nich był zrzut 17 września 1943 r. koło Ćmielowa dla oddziału GL im. Czachowskiego. Dwa zrzuty dokonano do 12 września 1943 r. w okolicach Mińska Mazowieckiego dla tamtejszego oddziału im. Bartosza Głowackiego. Trzy zrzuty trafiły wówczas do obwodu lubelskiego.
W czerwcu 1943 r. dowództwo Gwardii Ludowej skierowało prośbę do Komitetu Centralnego Robotniczej Partii Polskich Socjalistów, Stronnictwa Ludowego „Roch”, Związku Syndykalistów Polskich i Polskiego Stronnictwa Demokratycznego o zjednoczenie się i utworzenie wspólnej Armii Ludowej. Prośba nie została spełniona, choć wielu oficerów RPPS poparło współpracę z Gwardią. We wrześniu GL podjęła próby zjednoczenia się z Polską Armię Ludową. Do współpracy innych organizacji podziemnych z GL na łamach „Trybuny Wolności” zachęcał Władysław Gomułka, który przedstawił wizję międzypartyjnego porozumienia demokratycznych ugrupowań w kraju. Chociaż zdarzało się, że GL współdziała z BCh i AK i mniejszymi organizacjami od czasu do czasu, podpisując umowy między oddziałami, dochodziło jednak do walk z NSZ, oraz akcjom przeciwko AK i Delegaturze Rządu na Kraj.

## Struktura organizacyjna

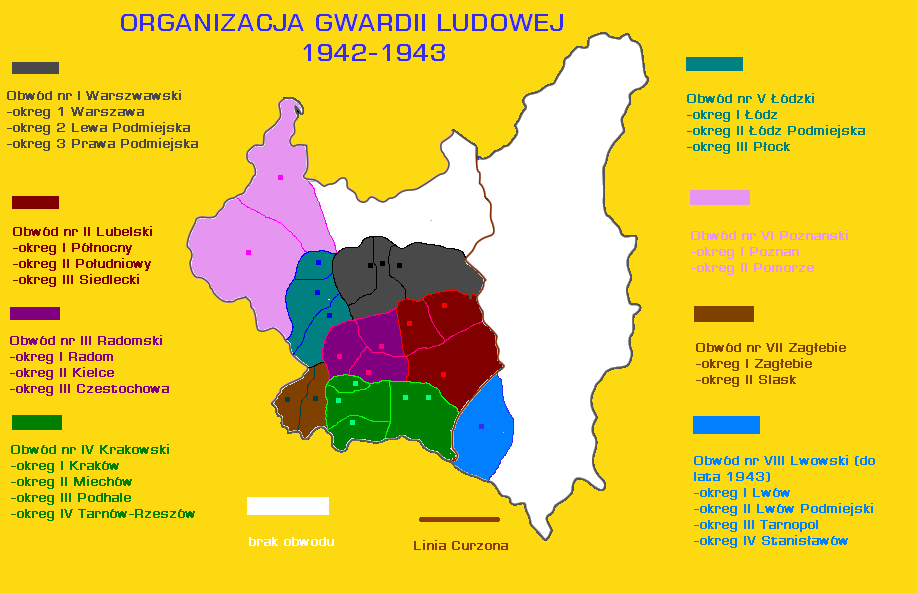
Organizacja GL 1942–1943

Każdy członek PPR był jednocześnie gwardzistą. Struktura organizacyjna była ściśle związana ze strukturą PPR.
Naczelne dowództwo Gwardii Ludowej stanowiły władze (Sekretariat) Polskiej Partii Robotniczej.
Pierwszym dowódcą GL był Bolesław Mołojec (jego szefem sztabu był Marian Spychalski, w okresie styczeń – sierpień 1942 do czasu konfliktu z Mołojcem), po nim Franciszek Jóźwiak (przybyły do GL z oddziałów partyzantki radzieckiej) w okresie sierpień 1942 – grudzień 1943. Działalnością GL kierował Sztab Główny, zbudowany początkowo z członków przedwojennej radzieckiej siatki wywiadowczej w Warszawie, podzielony na oddziały: I – operacyjny, II – informacyjny, III – zaopatrzenia i uzbrojenia, IV – organizacyjny, V – propagandy, VI – sanitarny.
Najmniejszą jednostką była placówka. Działały oddziały z podziałem na jednostki polowe (partyzanckie) i jednostki garnizonowe (grupy wypadowe). W większych miastach istniały grupy specjalne – tzw. specgrupy do akcji dywersyjnych. Oddziały GL w 1943 r. podzielone były na sekcje, drużyny, plutony i kompanie; największą jednostką była od lata 1943 brygada.
Początkowy najwyższy szczebel stanowił okręg, w miarę rozwoju organizacji łączono je w obwody. Obwody Gwardii Ludowej: I – warszawski, II – lubelski, III – radomski (od 1943 r. – radomsko-kielecki), IV – krakowski, V – łódzki i VI – śląski. Obwody podzielone były ogółem na 18 okręgów.
Różnorodność zadań bojowych, jakie miały do wykonania oddziały Gwardii Ludowej, określała w dużej mierze bojową strukturę pionową. Pod tym względem oddziały Gwardii Ludowej dzieliły się na:
- leśne oddziały partyzanckie, które działały w całkowitym oderwaniu od rodzimych miejscowości, operując na określonym terenie. Bazę operacyjną i szkoleniową tych oddziałów stanowiły przede wszystkim lasy. Oddział partyzancki stanowił stały oddział zwarty, którego wewnętrzna struktura odpowiadała wymogom wojskowym.
- grupy wypadowe – zespoły (grupy) organizowane z jednostek garnizonowych w celu wykonania określonej akcji sabotażowej lub dywersyjnej, po czym uczestnicy wracali do codziennych zajęć, zachowując swoją konspiracyjną organizację.
- grupy specjalne, które formowano na ogół na określonym szczeblu dowodzenia, np. Sztab Główny GL, dowództwo obwodu, okręgu lub dzielnicy. Były to stałe grupy zorganizowane w sekcje, drużyny, kompanie i bataliony, których zadaniem było wykonywanie specjalnych, bardziej skomplikowanych akcji w miastach, na liniach kolejowych, a także prowadzenie pracy politycznej wśród ludności cywilnej (np. oddział Gustawa Alefa-Bolkowiaka).
- piątki sabotażowe – organizowane w zakładach przemysłowych[39].

Największymi jednostkami terenowymi GL były obwody (odpowiadające w przybliżeniu województwom) dzielące się na okręgi, podokręgi, powiaty, rejony, placówki oraz dzielnice i gminy. Obwody GL posiadały samodzielne dowództwo, z wyjątkiem Obwodu I Warszawskiego, którego dowódcą był naczelny dowódca GL. Podział administracyjny GL był w dużym stopniu zależny od regionu, w dużych miastach oddziały GL podzielone były na obwody. Duże miasta odpowiadały szczeblowi powiatowemu i wchodziły do GL w ramach okręgu. Z dużych miast jedynie Warszawa, Łódź i Kraków były podzielone na okręgi. Obwody GL zaczęto organizować od połowy 1942 r., a do końca roku utworzono obwody I (warszawski), II (lubelski), III (kielecko-radomski), V (krakowski) i VI (lwowski) który wspólnie organizowali działacze ukraińscy i polscy. Do końca roku powstały też okręgi na Śląsku i w Zagłębiu które wydzielone zostały z Obwodu IV, śląskie oddziały utworzyły Obwód V – Śląsk działający początkowo jako Obwód VII – Zagłębie Śląskie. Na Obwód VI przemianowany zostały Obwód Łódzki. Obwód lwowski przekazano ukraińskiej partyzantce radzieckiej, powstało też kilka oddziałów złożonych niemal wyłącznie z obywateli radzieckich (zbiegli żołnierze radzieccy walczyli też w niektórych oddziałach AK i Batalionów Chłopskich).
Obwód I Warszawski dzielił się na:
- Okręg Warszawa-Miasto – dowódcy: Jan Fajge „Czarny Roman”, Bolesław Jaszczuk „Paweł”, Juliusz Kania „Antek”, Bolesław Kowalski, Stanisław Skrypij „Sylwester”, Henryk Sternhel „Gustaw”, Franciszek Księżarczyk „Bruno”
- Okręg Warszawa-Lewa Podmiejska – dowódcy: Antoni Grabowski „Czarny Antek”, Stanisław Łaciński „Tomek”, Ignacy Robb-Narbutt, Feliks Matusiak „Zygmunt”
- Okręg Warszawa-Prawa Podmiejska – dowódcy: Zygmunt Duszyński „Zygmunt”, Józef Dąbrowski „Hiszpan”, Józef Kogutek „Marek”

Obwód II Lubelski (dowódcy: Paweł Dąbek „Paweł”, Michał Wójtowicz „Zygmunt”, Mieczysław Moczar „Mietek”) dzielił się na:
- Okręg nr 4 Lublin – dowódcy: Kazimierz Sidor „Kazik”, Józef Szymanek „Pochroń”
- Okręg nr 5 Janów Lubelski – dowódca Tadeusz Szymański „Lis”
- Okręg nr 6 Siedlce – dowódca Włodzimierz Zawadzki „Jasny”

Obwód III Radomsko-Kielecki (dowódcy: Antoni Grabowski „Czarny Antek”, Józef Małecki „Sęk”, Andrzej Adryan „Felek”) dzielił się na:
- Okręg Radom – dowódcy: Józef Jarosz „Wicek”, Jan Nalazek „Janek Kolejarz”, Henryk Połowniak „Zygmunt”
- Okręg Kielce – dowódcy: Zygmunt Sitek „Felek”, Józef Jarosz
- Okręg Częstochowa-Piotrków – dowódcy: Franciszek Zubrzycki „Mały Franek”, Józef Kotas „Kamil”, Władysław Pietrusiak „Zenek”, Ignacy Robb-Narbutt

Obwód IV Krakowski (dowódcy: Roman Śliwa „Weber”, Antoni Grabowski „Czarny Antek”, Bolesław Kowalski „Ryszard”) dzielił się na:
- Okręg Kraków-Miasto i Podgórze – dowódcy: Józef Dubiel „Powróz”, Józef Zając „Michał”, Józef Półgroszek „Józek”, Jan Szumiec „Granik”
- Okręg Podhale – dowódca Józef Zając „Michał”
- Okręg Miechów – dowódcy: Jan Szwaja „Siekiera” i Stanisław Gębala „Kaleka”
- Okręg Tarnów – dowódca Klemens Trojan
- Okręg Rzeszów – dowódca Stanisław Szybisty „Stefan”
- Okręg Jasło – dowódcy: Grzegorz Wodzik „Wyścig”, Michał Doński „Stańko”

Obwód V Śląski (dowódcy: Piotr Drążkiewicz „Paweł”, Stanisław Łaciński „Tomek”, Leon Lasek „Twardy”) dzielił się na:
- Okręg Zagłębie Dąbrowskie – dowódcy: Franciszek Smołka „Twardy”, Roman Śliwiński „Ignac”, Stanisław Łaciński „Tomek”
- Okręg Bielsko – dowódcy: Leon Lasek „Twardy”, Józef Faruga „Granat”
- Okręg Katowice – dowódca Wiktor Szostak „Jakubowicz”
- Okręg Chrzanów – dowódca Stanisław Wałach „Zdzich”

Obwód VI Łódzki (dowódcy Mieczysław Moczar „Mietek”, August Lange „Stach”, Stefan Czerwiński „Jerzy”) dzielił się na:
- Okręg Łódź-Miasto – dowódca Bronisław Znojek „Bronek”
- Okręg Łódź Podmiejska – dowódca Czesław Dubilas „Dąbias”
- Okręg Poznań – dowódca Antoni Ratajczak „Kosiba”
- Okręg Płock – dowódcy Czesław Małkowski, Jan Wilczyński, Władysław Marchoł

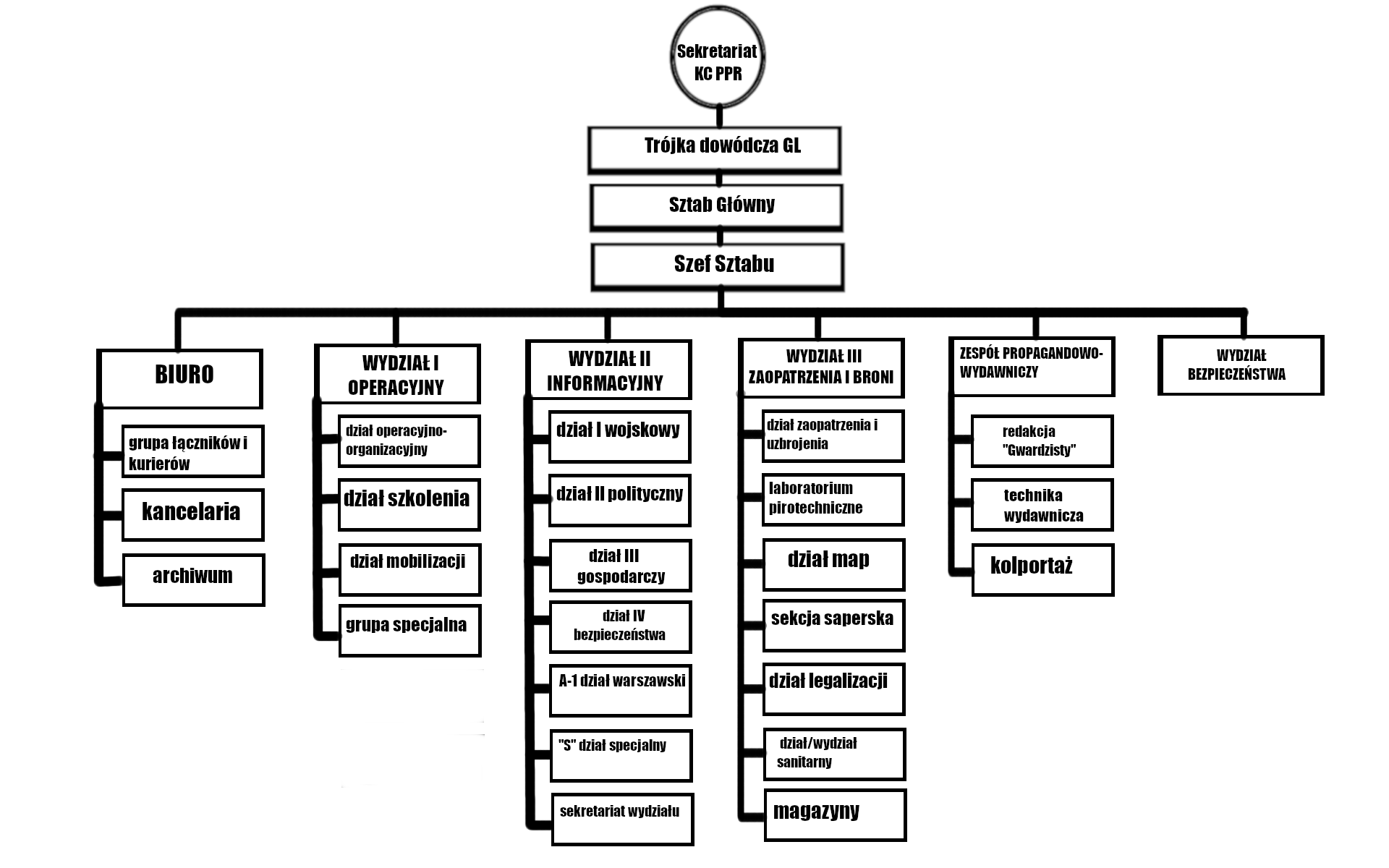
Struktura Sztabu Głównego GL

W listopadzie 1942 powstał Wydział II Informacyjny, zdaniem Ryszarda Terleckiego, stanowiący ekspozyturę wywiadu sowieckiego, do którego zadań należało m.in. zbieranie wiadomości o AK i innych polskich organizacjach podziemnych. Współtworzony przez agentów sowieckiego wywiadu Wydział Informacji GL zajmował się m.in. paraliżowaniem działań Polskiego Państwa Podziemnego. Wydział Informacji koncentrował się na transporcie, przemyśle zbrojeniowym i działaniach jednostek niemieckich w Polsce. Równolegle do AK Wydziałowi udało się dotrzeć do informacji o ośrodku rakietowym w Peenemünde. Artur Ritter vel Jastrzębski przeniknął do warszawskiego SA przekazując Moskwie informacje drogą radiową. Najaktywniejszą grupą wywiadowczą była grupa „Michała” na czele której stał Mikołaj Arciszewski.
Sabotażem zajmowało się Centralne Laboratorium Dowództwa Głównego GL na czele której stał Ryszard Gdulewski.
Latem 1943 r. współpracę z GL nawiązał agent radzieckiego wywiadu wojskowego GRU, generał Michał Żymierski „Józef” i w kilka tygodni później został doradcą wojskowym w wydziale operacyjnym GL.
Oprócz oddziałów GL dowództwu terenowemu organizacji podlegały też oddziały bojowe tworzone przez Związek Walki Młodych, konspiracyjną antyhitlerowską organizację tworzoną głównie przez młodych działaczy komunistycznych.
Kadrę dowódczą stanowili oficerowie i podoficerowie Brygad Międzynarodowych w Hiszpanii, oficerowie i podoficerowie rezerwy WP oraz przechodzący z innych organizacji i zbiegli z niewoli oficerowie radzieccy. GL prowadziła kursy podoficerskie i szkolenie wojskowe.

## Stopnie wojskowe
Początkowo Gwardia Ludowa zamiast tradycyjnego podziału na stopnie klasyfikowała członków organizacji na trzy grupy:
- gwardzista – odpowiednik szeregowego
- podoficer GL – od kaprala do sierżanta
- oficer GL – podporucznik, porucznik
- oficer Sztabu Głównego GL – od porucznika wzwyż

Mimo wszystko w niektórych oddziałach, np. w okręgu Warszawa-Prawa Podmiejska i w kieleckim oddziale GL Ignacego Robba „Narbutta”, od początku używano przedwojennych stopni wojskowych.
Zgodnie z rozkazem Dowództwa Głównego z dnia 1 lipca 1943 obok symbolu – Piastowskiego Orła wprowadzono przedwojenne stopnie wojskowe:
- gwardzista – odpowiednik strzelca, ułana, kanoniera w armii polskiej
- kapral – naszyte na czapce pod orzełkiem oraz na naramienniku dwie białe belki
- plutonowy – naszyte na czapce pod orzełkiem oraz na naramienniku trzy białe belki
- sierżant – naszyta na czapce pod orzełkiem oraz na naramienniku biała litera V
- podporucznik – naszyta na czapce pod orzełkiem oraz na naramienniku biała gwiazdka
- porucznik – naszyte na czapce pod orzełkiem oraz na naramienniku dwie białe gwiazdki
- kapitan – naszyte na czapce pod orzełkiem oraz na naramienniku trzy białe gwiazdki
- major – naszyte na czapce pod orzełkiem oraz na naramienniku dwie białe belki i biała gwiazdka
- podpułkownik – naszyte na czapce pod orzełkiem oraz na naramienniku dwie białe belki i dwie białe gwiazdki
- pułkownik – naszyte na czapce pod orzełkiem oraz na naramienniku dwie białe belki i trzy białe gwiazdki

Nie wprowadzono stopni: starszego żołnierza, starszego sierżanta, podchorążego oraz chorążego (w przypadki dwóch ostatnich chodziło o zerwanie z tradycją cenzusu), jednak członkowie Gwardii Ludowej, którzy wyżej wymienione rangi otrzymali przed wojną lub w innych organizacjach przed przejściem w szeregi GL, zachowywali je.

## Rota przysięgi
Ja, syn ludu polskiego, antyfaszysta, przysięgam, że mężnie i do ostatnich sił walczyć będę o niepodległość Ojczyzny i wolność ludu. Przysięgam, że oddając się pod komendę Gwardii Ludowej z bezwzględnym posłuszeństwem wykonywać będę rozkazy i powierzone mi zadania bojowe i nie cofnę się przed żadnym niebezpieczeństwem. Przysięgam, że dochowam tajemnicy wojskowej i nie zdradzę jej nigdy, nawet wobec najokrutniejszych tortur, że bezlitośnie demaskować będę i ścigać tych, którzy dopuścili się zdrady. W walce o wyzwolenie Ojczyzny i ludu nie spocznę aż do pełnego naszego zwycięstwa.

## Symbole
Początkowo zamiast polskiego godła żołnierze nosili na czapkach czerwony trójkąt z napisem „GL” – dopiero w późniejszym czasie znakiem tej formacji stał się stylizowany piastowski orzeł, bardzo nieheraldyczny, ale za to solidny w żołnierskim użyciu (nie łamał się i dobrze tkwił na czapkach). Wzór GL-owskiego orzełka opracowali w Warszawie Stanisław Nowicki i Marian Spychalski. Ukazali oni heraldycznego ptaka o skrzydłach z pionowymi lotkami, wspartego zgodnie z wojskowym ustaleniem o tarczę amazonek. Tłoczył go masowo w fabryce przy ul. Podskarbińskiej 44 na Grochowie Zygmunt Duszyński. Nieoficjalnym hymnem był Marsz Gwardii Ludowej. Organem prasowym organizacji było pismo „Gwardzista”. Przy czym dla wielu żołnierzy GL i późniejszej AL, a także dla ogółu społeczeństwa te trójkąty (wywodzące się z uproszczonego kształtu symbolu Brygad Międzynarodowych) były niejasne i od samego początku stosowano również orły wz. 19 lub inne (też produkcji konspiracyjnej) na czapkach. Regulamin 1 lipca 1943 określał naszycie trójkąta po lewej stronie od orła, choć rzadko to stosowano, gdyż miały małą popularność z powodów wymienionych wyżej. Miejsce naszywek zmieniono z czapki na lewe ramię w pierwszym kwartale 1944 r. (ostatni raz o trójkącie na czapkach obok orła wspomina regulamin GL z listopada 1943). Zrzutowe „kurice” (regulaminowe orły w 1 i 2 Armii WP) były w AL w niektórych jednostkach partyzanckich – łącznie 479 razem z kompletami kurtek mundurowych wz. 43, bryczesów radzieckich oraz rogatywek wz. 43 lub furażerek wz. 35, a także pewną liczbę butów (trzewików).
Nie każdy oddział GL/AL je stosował – nie było ich w Zagłębiu Dąbrowskim, w 1 Brygadzie Ziemi Krakowskiej im. B. Głowackiego, w 2 Brygadzie „Świt” (stosowali czerwone opaski z napisem nazwą oddziału w półsłońcu), w 1 Brygadzie im. Ziemi Kieleckiej (były tu zielone trójkąty z białą obwódką i czerwonymi literami AL) oraz od maja/czerwca 1944 r. w 3. Brygadzie im. J. Bema – zaczęła być wówczas tam stosowana czerwona tarczka z orłem bez korony i napisem AL na tarczy amazonek, choć było ich tylko 60–80 sztuk na oddział liczący 10.09.1944 531 żołnierzy.

## Liczebność i skład

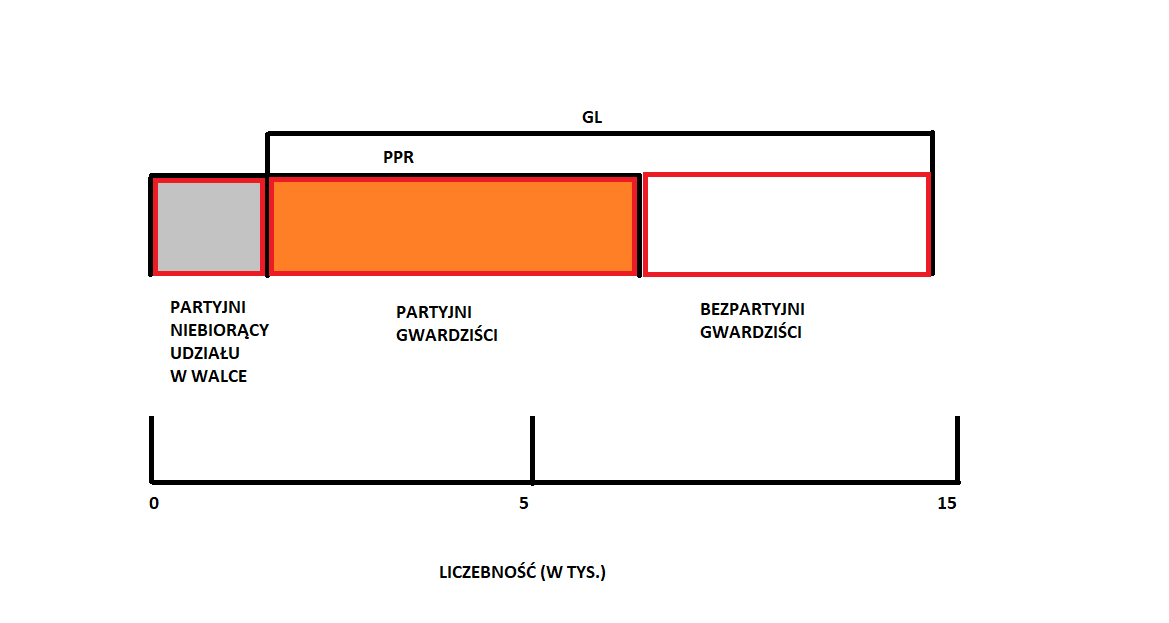
Wykres obejmujący PPR i GL

Oficer Gwardii Ludowej Ryszard Nazarewicz oceniał, że ta formacja, wobec ogromnych trudności, jakiej nie napotkały żadne inne organizacje polskie, nie mogła dorównać liczebnością organizacjom związanym z rządem polskim w Londynie i stamtąd zasilanym w środki walki, fundusze itp. Do jej wzrostu przyczyniała się przede wszystkim ofiarność jej kadr i aktywność bojowa jej żołnierzy.
Dokładna liczba żołnierzy GL nie jest znana. Historycy w publikacjach sprzed transformacji ustrojowej zawyżali liczbę żołnierzy, obecnie formacja przedstawiana jest jako mniej liczna.
Piotr Matusak w książce „Ruch oporu w Polsce 1939–1945” obliczał w 1987 stan liczebny GL na 11 tys. żołnierzy pod koniec 1943 r.
Według „Nowej Encyklopedii Powszechnej PWN” liczba żołnierzy jesienią 1943 wynosiła około 6–7 tys., w tym 1500 w oddziałach partyzanckich. Marceli Nowotko w depeszy do Georgiego Dimitrowa z czerwca 1942 r. podał 3 tys. członków.
Ryszard Nazarewicz podaje że w 1942 r. GL liczyła wraz z rezerwami 3000 ludzi i 27 działających oddziałów partyzanckich, zaś w końcu 1943 r. przed wcieleniem do Armii Ludowej, miała ponad 14000 żołnierzy, a w polu 64 oddziały z 2450 partyzantami. Zginęło ok. 2500 gwardzistów. Mimo poważnych strat Gwardia Ludowa przekazała Armii Ludowej nie mniej niż 11,5 tys. żołnierzy, w tym od 1430 do 1580 partyzantów walczących w 61 jednostkach, a zatem 12,4-13,7% stanu ogólnego.
Marek Jan Chodakiewicz, Piotr Gontarczyk i Leszek Żebrowski obliczyli w wydanym w 1999 r. zbiorze dokumentów Tajne oblicze GL-AL i PPR. Dokumenty, że pod koniec działalności GL liczyła 5 tys. żołnierzy, jednak przez organizację przewinęło się o kilka tysięcy osób więcej.
Przeciętny wiek żołnierza GL wynosił 30 lat, ale 66% ogółu gwardzistów nie przekroczyła 30 roku życia, zaś w oddziałach partyzanckich 80% miało poniżej 30 lat. Pod względem składu społecznego około 41% stanowili chłopi, 29% robotnicy, 4% inteligencja, 22% inni i bez zawodu. Ponad 37% partyzantów miało przeszkolenie wojskowe w przedwojennym WP, zaś około 20% walczyło w wojnie obronnej Polski 1939 r. Około 10% przeszło z ZWZ-AK.
Oprócz Polaków w GL brali licznie udział zbiegli z niewoli niemieckiej jeńcy radzieccy i żydowscy uciekinierzy z gett, aczkolwiek nigdy nie byli grupą dominującą. W latach 1942–1943 w większości oddziałów znajdowało się po kilku lub kilkunastu zbiegłych z niewoli niemieckiej żołnierzy Armii Czerwonej.
GL działająca w getcie warszawskim i krakowskim współtworzyło ŻOB, z którą GL zza murów utrzymywała kontakt i udzielała pomocy. Trzon organizacji stanowiła dążąca do walki zbrojnej młodzież, w tym przechodząca z innych organizacji.
Zdaniem Piotra Gontarczyka, zdarzało się, że werbowano do GL przestępców i grupy przestępcze, choć autor wskazuje, że ludzie zdemoralizowani trafiali też do innych grup partyzanckich, w tym AK, NSZ i BCh. Według tego samego autora, działalność przestępców była na rękę kierownictwu PPR, ponieważ prowadziła do anarchizacji i sprzyjała wybuchowi rewolucji. Wiadomo jednak też, że zwykli bandyci podszywali się pod oddziały Gwardii.
Dane uzyskane w połowie 1972 r. od 3000 byłych żołnierzy GL-AL obejmujące powiaty miechowski, olkuski, pińczowski, proszowski, zawierciański i Kazimierzę Wielką wskazywały, że w ich szeregach oprócz niewielu członków KPP, znaleźli się przede wszystkim peperowcy, a następnie w znacznym stopniu członkowie ZMW „Wici”, ludowcy, pepesowcy, bezpartyjni bechowcy i częściowo członkowie ZWZ i AK.
W powiatach: Miechów, Kazimierza Wielka, Proszowice, Olkusz, Zawiercie, Pińczów, Starachowice i Lipsko w 76% wywodzili się oni z rodzin chłopskich, a w 23% z rodzin robotniczych.
| Wyszczególnienie                   | OMS „Życie”, OM TUR | ZMW RP „Wici” | PPS-Lewica | PPS, PPS WRN | GL WRN | SL, SL Roch | BCh | ZWZ, AK |
| ---------------------------------- | ------------------- | ------------- | ---------- | ------------ | ------ | ----------- | --- | ------- |
| Członkowie Sztabu Głównego GL      | 23                  | –             | –          | 3            | –      | –           | –   | 6       |
| Dowódcy obwodów i okręgów GL       | 9                   | 14            | –          | 3            | –      | –           | –   | –       |
| Dowódcy oddziałów partyzanckich GL | 3                   | 15            | –          | 3            | –      | 3           | 3   | 21      |
| Skład ogólny GL                    | 1                   | 9             | 2          | 4            | 0,5    | 4           | 5   | 5       |

## Walki z okupantem niemieckim

### Organizacja ruchu oporu

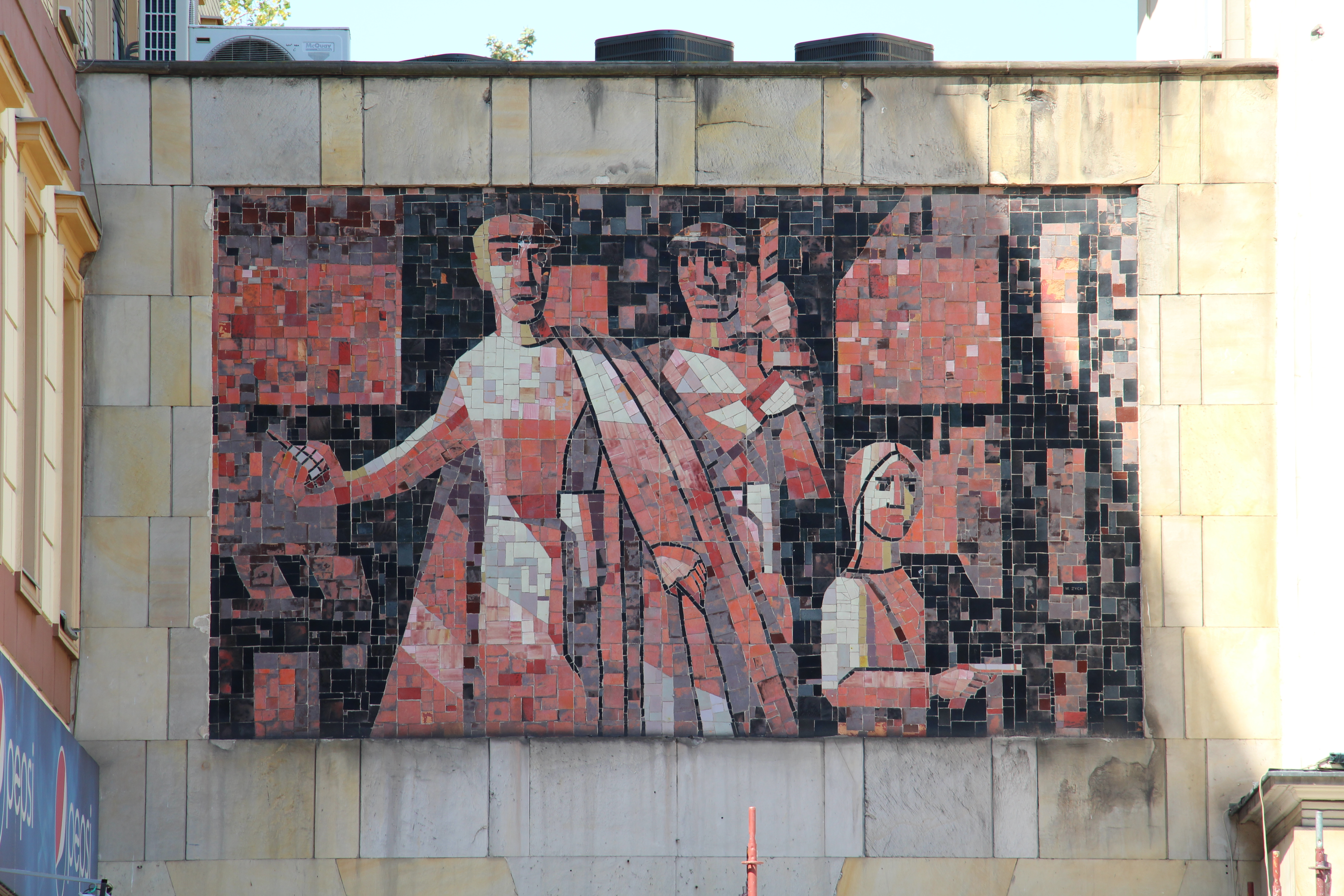
Mozaika przedstawiająca atak Gwardii Ludowej na „Cafe Club” tylko dla Niemców

GL rozpoczęła działalność zbrojną w maju 1942 w okolicach Piotrkowa Trybunalskiego i Radomia. Do końca 1942 organizacja objęła całe Generalne Gubernatorstwo i część ziem polskich włączonych do III Rzeszy.
Pierwszym oddziałem Gwardii Ludowej, który ruszył do walki z okupantem, był oddział Franciszka Zubrzyckiego. Oddział ten przybył do Piotrkowa w maju 1942 r. Oddział sformowano w Warszawie przez Sztab Główny Gwardii Ludowej. W Okręgu Częstochowsko-Piotrkowskim był pierwszym z oddziałów partyzanckich antyhitlerowskiego ruchu oporu. Franciszek „Mały Franek” Zubrzycki, dawny student Politechniki Warszawskiej, był członkiem KZMP i Związku Walki Wyzwoleńczej. Jego zastępcą został przedwojenny więzień polityczny Marceli Rostkowski. W skład oddziału weszło dwunastu dotychczasowych żołnierzy GL, trzech żołnierzy Armii Czerwonej zbiegłych z niewoli niemieckiej i 7 robotników i inteligentów z Żoliborza. Gwardzistów przydzieliła warszawska organizacja PPR, na czele z Jerzym Albrechtem.
Żołnierze przeszli przeszkolenie w szkole GL w Chylicach. Partyzanci zostali do Piotrkowa wysłani nieprzypadkowo – miasto znajdowało w pobliżu ośrodków przemysłowych Łodzi i Śląska. Oddział dysponował uciętym karabinem, 6 pistoletami z niewielką ilością amunicji, 12 granatami bakelitowymi, trzema parami kluczy do rozkręcania szyn i trzema piłami do ścinania słupów. Już w Piotrkowie Zubrzycki nawiązał współpracę z Aleksym Kudyniukiem, który przechowywał 5 pistoletów z amunicją.
9 czerwca oddział „Małego Franka” dokonał pierwszej akcji zbrojnej. Oddział podzielił się na dwie grupy. Jedna z nich przybyła do nadleśnictwa w Meszczach, gdzie obrabowała nadleśniczego Jeremiego Kozłowskiego ze Związku Walki Zbrojnej (poprzedniczki AK). Na wieść o przybyciu tam partyzantów, Niemcy wysłali tam znaczne siły Sipo, żandarmerii i granatowej policji. 10 czerwca pod Polichno doszło do bitwy. Walki trwały osiem godzin. Straty partyzantów wyniosły trzech żołnierzy, w starciu został ranny sam „Mały Franek”. W bitwie z partyzantami ranny w głowę został szef placówki Sipo. Po przegranym starciu partyzanci wycofali się do Warszawy, gdzie skryli się w mieszkaniu Albrechta.
Druga grupa z Marcelem na czele dokonała akcji rozkręcenia szyn na stacji Teklinów. Partyzanci zostali wkrótce potem otoczeni przez Niemców, w starciu poległo trzech żołnierzy, w tym dowódca oddziału. Ocalali przedostali się do Opoczna. Po ciężkich stratach sztab w Piotrkowie zorganizował grupę kandydatów mającą zasilić oddział, należeli do niego członkowie PPR i młodzi ludzie ukrywający się przed przymusową wywózką do Rzeszy
Oddział został jednak rozbity w lasach piotrkowskich przez Niemców, a sam Zubrzycki poległ podczas próby ucieczki po aresztowaniu na dworcu kolejowym w Tomaszowie Mazowieckim. Po porażce w lasach janowskich tworzono kolejne oddziały partyzanckie. Oddział „Małego Franka” zorganizowany został w Warszawie z inicjatywy SG GL. 21 czerwca Marcel Rostowski stoczył bitwę z Niemcami w Antoninowie, w trakcie której zginął wraz z dwoma żołnierzami. W lipcu na terenie Częstochowy, Piotrkowa i Tomaszowa Mazowieckiego powstały kolejne grupy bojowe. Oddział Piotrkowsko-Częstochowski GL został rozbity 6 sierpnia, zginęło sześciu gwardzistów. Po rozbiciu tych oddziałów partyzantka rozwijała się w centralnej części Polski. Wcześniej oddziały GL walczyły jedynie na Lubelszczyźnie oraz Podlasiu były przedstawiane przez konkurencyjne organizacje jako grupy sowieckie.

### Działalność bojowa
GL skupiła się na niszczeniu transportu kolejowego, tezę tę powtarzał „Gwardzista” z 1 lipca 1942, określając niszczenie szlaków komunikacyjnych jako zadanie naczelne. W 1942 r. zadanie to realizował głównie „Wachlarz” niszcząc tory kolejowe na terenie wschodnich województw Polski (z 1939 r.) i na terenach okupowanych ZSRR. Pierwsze akcji GL z powodu braku materiałów wybuchowych często przeprowadzane były dzięki rozkręcaniu szyn czy wstawianiu na nie klinów żelaznych oraz kopaniu podkopów przy torach. W Centralnym Laboratorium GL, utworzonym wiosną 1942 r., zaprojektowano m.in. narzędzia do walki z transportem niemieckim, w tym klucze do rozkręcania szyn, kolce do unieruchamiania niemieckich samochodów, bomby i zapalniki wykorzystywane do wysadzania pociągów i mostów kolejowych bądź drogowych. W laboratorium pracowali m.in. mechanik Ryszard Gdulewski ps. „Krzysztof”, inżynier chemik Edward Lanota ps. „Edward”. Początkowo mieściło się ono przy ul. Chmielnej 12, później przy Wspólnej 35 i w innych lokalach konspiracyjnych. Kolce były wykonane z grubej blachy i tak zaprojektowane, że jeden z czterech ostrych końców zawsze skierowany był ku górze. Kolce takie produkowano masowo; jedna tylko grupa GL z fabryki „Gerlacha” w Warszawie dostarczyła ponad 12 000 sztuk. GL do grudnia 1942 przeprowadziła 50 akcji kolejowych niszcząc 30 niemieckich pociągów. W wyniku represji 30 działaczy komunistycznych zostało powieszonych. Do końca 1942 r. powstało ponad 30 oddziałów partyzanckich. Do kolejnej akcji przystąpiono w nocy z 16 na 17 listopada na linii kolejowej Radom – Dębin – Łuków – Terespol, niszcząc w ten sposób 5 pociągów i most, a drugi uszkadzając. 25 lutego oddział im. Jarosława Dąbrowskiego, na czele ze Stanisławem Baranem wykoleił 5 pociągów i parowozów w okolicy Oświęcimia. 26–28 września GL dokonała zmasowanych ataków na węzeł komunikacyjny na obszarze Warszawy, niszcząc pociągi w okolicy Warszawy, Olszynki Grochowskiej, Elsnerowa, Legionowa, Żyrardowa i Żywczyna. Wysadzono tory koło Zielonki i na moście przez Okrzejkę. W 1943 r. GL wykoleiła, zaatakowała lub zniszczyła 169 pociągów, uszkodziła lub zniszczyła 113 stacji, przystanków, mostów i torów oraz dokonała 55 przerw w łączności kolejowej.
GL przeprowadziła szereg akcji odwetowych, 22 listopada 1942 w Radomiu GL obrzuciła granatami kino „Apollo”, zabijając 7 hitlerowców a kilkunastu raniąc, do ponownego odwetowego uderzenia w Radomiu doszło ponownie w kwietniu 1943 r., gdy żołnierze Gwardii dowodzeni przez Stanisława Lachtarę zaatakowali Deutsches Haus, gdzie znajdowali się funkcjonariusze administracji hitlerowskiej. W Krakowie i w Kielcach (grudzień 1942 – Kraków, luty 1943 – Kielce) GL zaatakowała granatami kawiarnie „nur fur Deutsche”. W lutym 1943 r. w Rzeszowie GL zaatakowało budynki administracji okupacyjnej.
Gwardia Ludowa przeprowadziła kilka akcji uwalniania więźniów. W 22 czerwca 1942 z aresztu w Zaklikowie oddział GL Antoniego Palenia „Jastrzębia” odbił 18 więźniów, w nocy z 9/10 października 1942 oddział im. T. Kościuszki rozbił więzienie w Kraśniku i uwolnił 45 więźniów. 7 listopada 1942 oddział partyzancki im. T. Kościuszki wykonał uderzenie na obóz pracy w Janiszowie, zabił jego komendanta Petera Ignaca i uwolnił 350 więźniów Żydów – część z nich dołączyła do GL. 28 listopada 1942 oddział GL „Edka” zdobył obóz pracy w Zakrzówku powiat Iłża i uwolnił ponad 100 więźniów. 7 maja 1943 miało miejsce rozbicie przez oddział im. D. Czachowskiego aresztu w Zwoleniu i uwolnienie 30 więźniów, a 27 sierpnia 1943 rozbicie przez oddział GL im. Sowińskiego dowodzony przez Henryka Połowniaka obozu pracy przymusowej Baudienstu w Jasicach i uwolnienie od 400 do 550 więźniów. GL rozbiła areszty gminne w Bukowej Górze (14 marca 1943), Ostrowcu (kwiecień 1943), Ciepielowie (31 maja 1943), Bodziechowie (13 lipca 1943), Dwikozach (6 października 1943).
GL w czasie powstania zamojskiego wykonała serię akcji przeciwko niemieckim kolonistom. 22 grudnia 1942 oddział „Kuby” zajął wieś Matyldów w Łowickim, oddział im. Ziemi Kieleckiej dokonał ataku na wieś Antonielów, 11 października GL im. Józefa Bema wspólnie z oddziałem AK „Wichra” zajęła wieś Klementynów. 30 grudnia 1942 Dowództwo Główne nakazało oddziałom GL wkroczyć na ziemię lubelską. 
Na Zamojszczyznę wkroczył oddział GL im. Tadeusza Kościuszki, na miejscu utworzył Grupę Operacyjną im. Tadeusza Kościuszki liczącą 300 żołnierzy. Na czele grupy stał Grzegorz Korczyński. Grupa Operacyjna im. Tadeusza Kościuszki walczyła do lipca 1943 r., wykonując kilkadziesiąt akcji, w tym 11 dywersji na linii kolejowych, w swej działalności współpracowała z Batalionami Chłopskimi i Armią Krajową. Wspólnie z AK i BCh obroniono miasteczko Józefów (1 czerwca 1943) w czasie walk o miasto zginął Adamanow Umier Achmołły dowódca oddziału Gwardii Ludowej im. Kotowskiego.
W kwietniu 1943 r. oddział im. Adama Mickiewicza rozpoczął akcje zbrojne w lasach parczewskich które stały się wcześniej obiektem pacyfikacji. Przeciwko partyzantom wystawiono 203 batalion ochronny, dwie kompanie 25 pułku policji SS, kompanię 32 pułku policji, dywizjon policji konnej oraz 1000 żołnierzy Wermachtu. Wojsko lądowe wsparły samoloty i mniejsze pododdziały. 22 kwietnia Niemcy przeszli do okrążenia, siły GL wynosiły 200 żołnierzy. 23 kwietnia Niemcy zbombardowali las, wybuchły pożary, a do lasu kontrolowanego przez GL wkroczyły siły hitlerowskie. Oddział niemiecki rozbrojony został przez „Wiktora” i „Antka” jednak partyzanci musieli ewakuować się z płonącego lasu. Ostatecznie okrążenie ominięto z nocy 23 na 24 kwietnia.
Bitwy partyzanckie stoczono też koło Zalezianki (15 maja), pod Józefowem (1 czerwca, wspólnie z AK i BCh), w lasach krzeszowickich (30 lipca), w Zabudziskach (7 sierpnia), w lasach chroberskich (12 października), w lasach małomierzyckich (18 października), w lasach lipskich – pod Kochanami (22 października), koło Diablej Góry (24 października).
Dowództwo GL w czasie tzw. „walki o chleb” wydało specjalne instrukcje opisujące metody walki z Niemcami. 27 czerwca 1943 oddział „Podhale” zdobył 450 kilogramów dynamitu i 1500 spłonek w kopalni w Tenczynku.
Wspólnie z krakowską komórką Żydowskiej Organizacji Bojowej „Iskra” pod dowództwem Bernarda Halbrajcha weszła w skład grupy uderzeniowej GL dokonała spektakularnego ataku 22 grudnia 1942, obrzucając granatami krakowską kawiarnię Cyganeria (wówczas nur für Deutsche), w wyniku czego zginęło według różnych szacunków od 7 do 10 niemieckich oficerów (w tej samej akcji uczestnicy rozwiesili flagi polskie na mostach i złożyli kwiaty pod pomnikiem Mickiewicza na krakowskim rynku), GL w celu uniknięcia odwetu na mieszkańcach getta przyjęła tę akcję na swoje konto mimo że groziło to nasilonymi represjami.

### Akcje zbrojne w Warszawie
Gwardia Ludowa wykazywała się dużą aktywnością na terenie Warszawy, zaliczyła wiele akcji, takich jak np. zlikwidowanie przez żołnierzy GL 22 czerwca 1942 na Saskiej Kępie trzech agentów gestapo. 24 października 1942 organizacja dokonała pierwszego zamachu na Café Club, będącego odwetem za powieszenie przez Niemców 50 więźniów Pawiaka, w tym wielu działaczy lewicy i żołnierzy Gwardii Ludowej. 24 października GL zaatakowało także lokal „Mitropa”. W atakach na „Mitropę” i „Cafe Club” żołnierze GL ranili 30 nazistów. Zaatakowano też drukarnię „Nowego Kuriera Warszawskiego” przy ul. Marszałkowskiej 3/5. 30 listopada w odpowiedzi na kontrybucję zaatakowano Komunalną Kasę Oszczędności, rabując 12 miliony złotych.
28 lutego 1943 członkowie GL opanowali gmach Państwowej Wytwórni Papierów Wartościowych. 5 marca zastrzelili komendanta granatowej policji w Warszawie, ppłk Aleksandra Reszczyńskiego w jego własnym mieszkaniu. Reszczyński był współpracownikiem kontrwywiadu AK, choć GL prawdopodobnie nie wiedziało o jego współpracy z podziemiem. 23 kwietnia 1943 żołnierze obrzucili granatami na ulicy Freta auta z żandarmerią, 14 maja zaatakowali Bank „Społem” przy Krakowskim Przedmieściu, 11 lipca dokonano drugiego już zamachu na Café Club, będący odpowiedzią na masowe egzekucje w getcie. 15 lipca przeprowadzono atak na kolumnę SA w Alejach Ujazdowskich, gdzie zabito lub raniono ok. 30 Niemców. 23 października 1943 działacze GL przeprowadzili zamach na restaurację „Nur fur SS und Polizei in Uniformen” – „Bar Podlaski”.
W odwecie za łapanki przeprowadzone w styczniu 1943 r. przez policję i SS GL 17 stycznia dokonała zamachu na trzy kina nur fur Deutsche oraz ponownie zaatakowała „Mitropę”. Udał się też zamach na „Kammerlischtspieltheater”. Akcja w kinie „Helgoland” nie powiodła się, a w „Appolo” gwardzista „Kazik” został wykryty i zabity w czasie walki. 11 lipca 1943 zaatakowano ponownie „Cafe Club”, tym razem w odpowiedzi za rozstrzelanie kilkuset więźniów warszawskiego Pawiaka, klub został obrzucany granatami. Za akcję odpowiedzialni byli żołnierze ZWM. Na Alei Ujazdowskiej gwardziści zaatakowali niemiecki oddział SA, a na placu Żelaznej Bramy dokonali zamachu na tramwaj „O” – „nur fur Deutsche”. 23 października grupa GL-ZWM wrzuciła do lokalu niemieckiego „Bar Podlaski” ładunek wybuchowy.
GL okazało pomoc żydowskim bojownikom w czasie powstania w getcie warszawskim. Po upadku powstania, z pomocą GL ewakuowano kanałami kilkudziesięciu ostatnich bojowników ŻOB. Wspólnie z Armią Krajową i Korpusem Bezpieczeństwa dostarczyła powstańcom około 500 pistoletów i 1500 granatów. Organizacje te oprócz tego wykonały kilkanaście akcji bojowych przeciw okupantowi.

## Kalendarium akcji

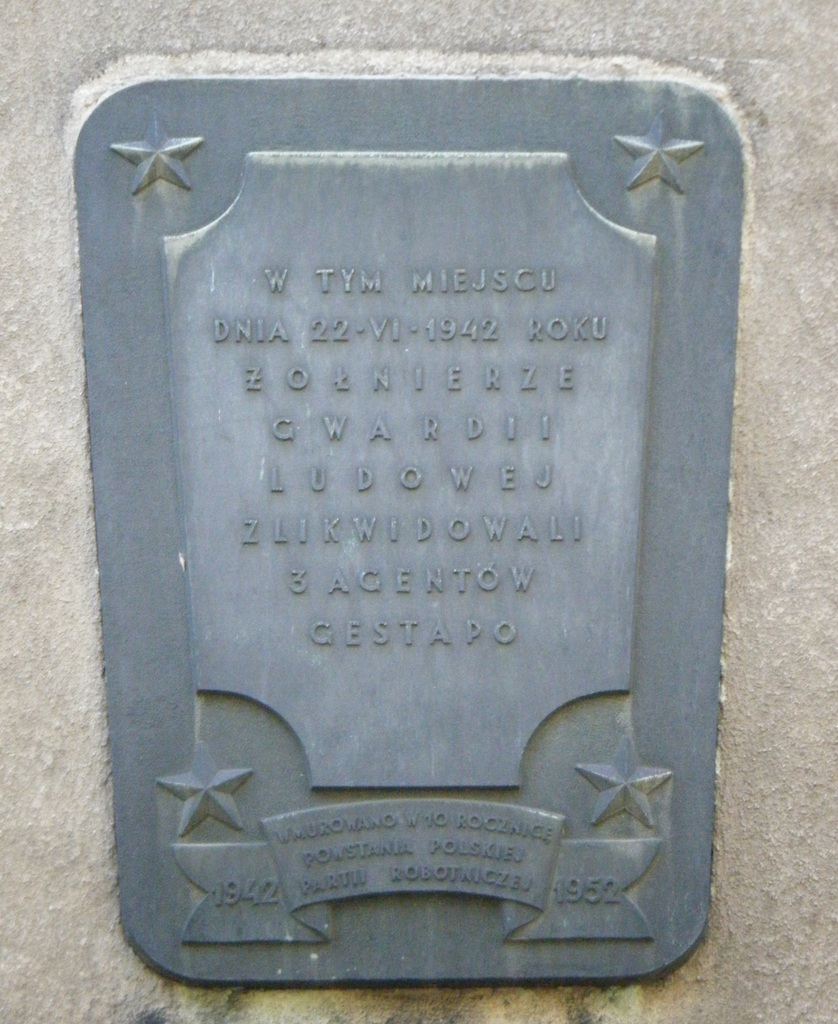
Tablica upamiętniająca egzekucję przy ul. Saskiej w Warszawie

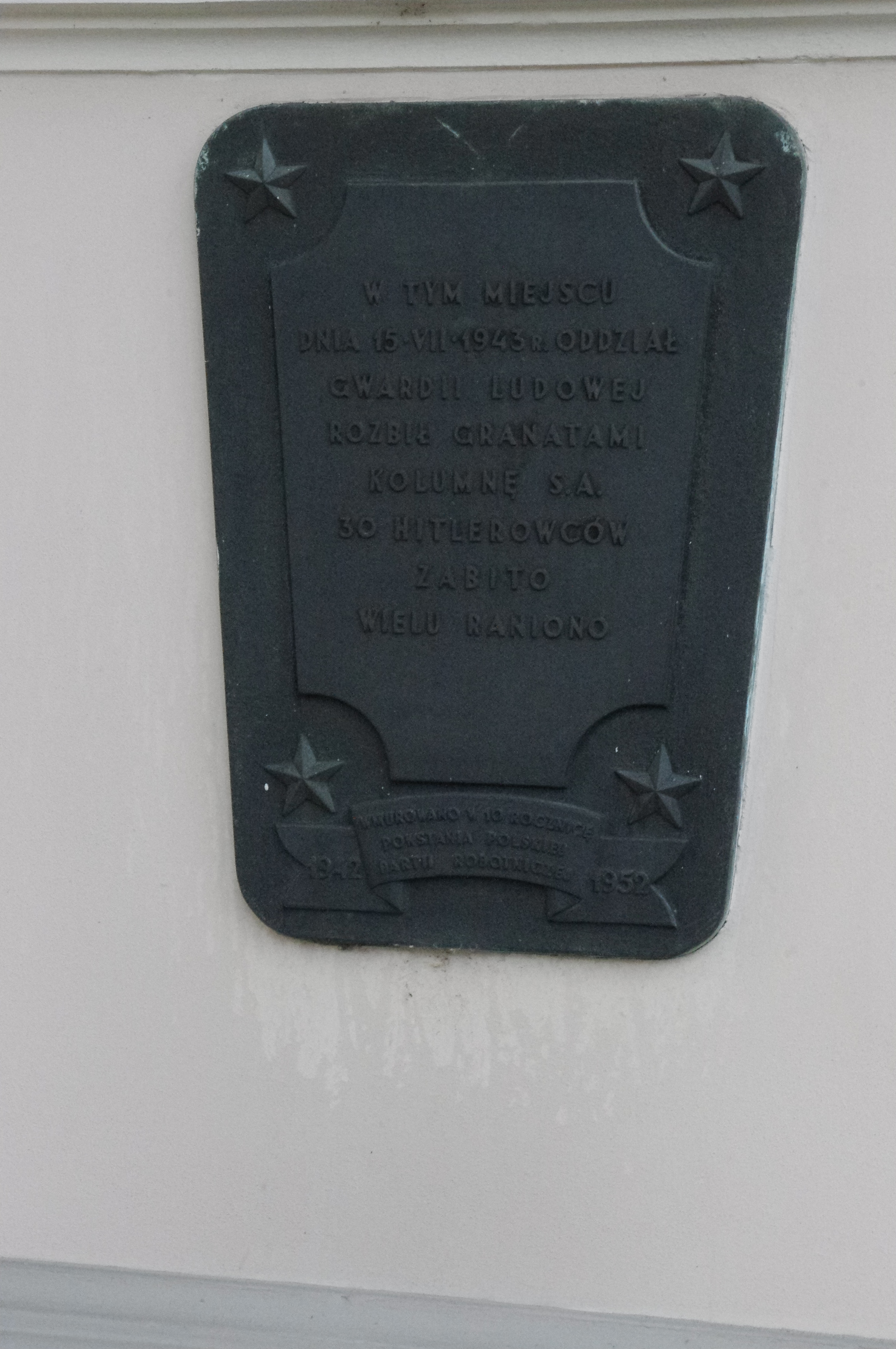
Tablica upamiętniająca akcję bojową GL – 15 lipca 1943 r., na budynku przy Al. Ujazdowskiej 6A

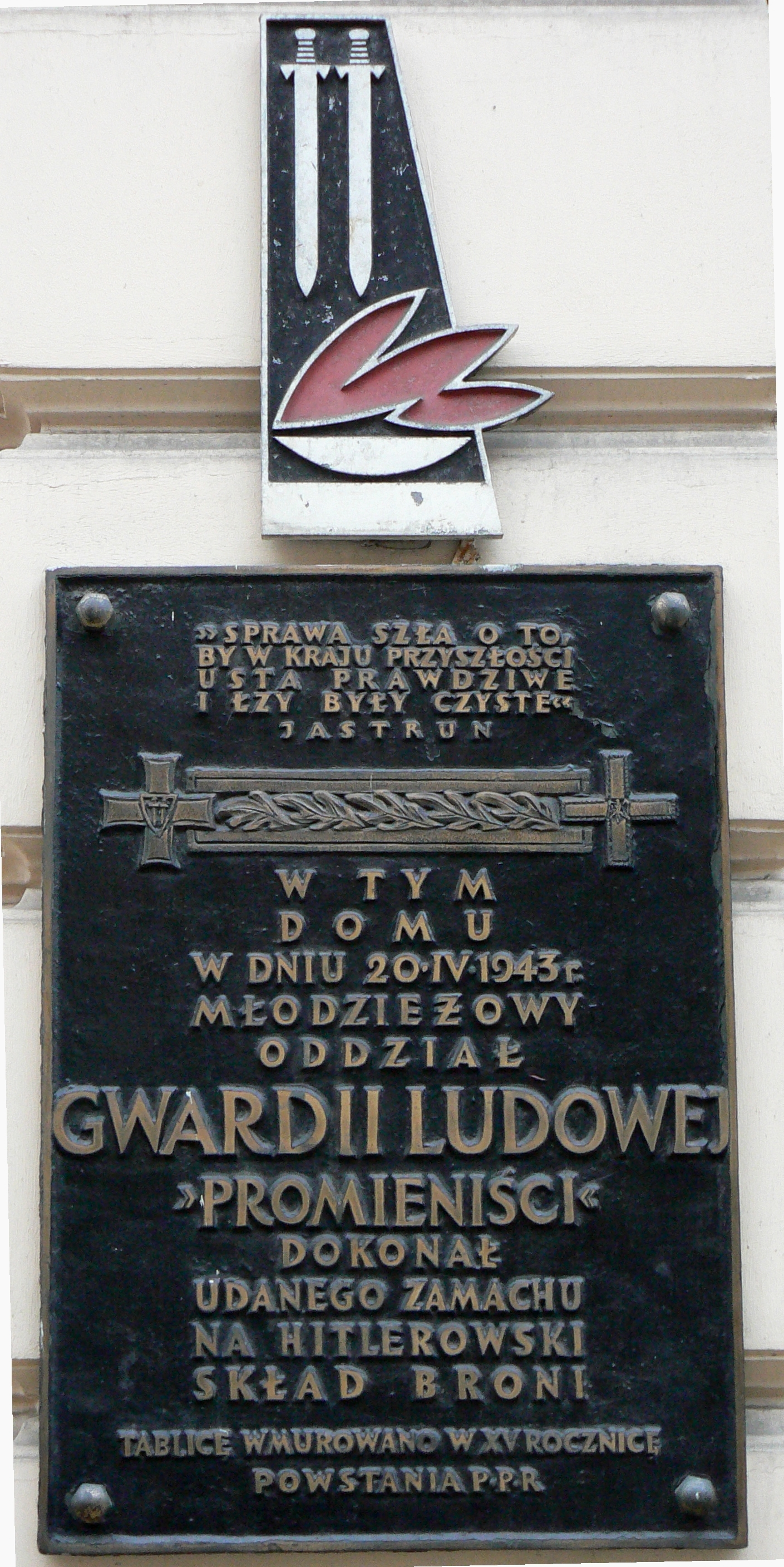
Nieistniejąca tablica upamiętniająca dokonanie udanej akcji przez wydzielony oddział Gwardii Ludowej pn. „Promieniści” na sklep z bronią przy głównej ulicy Łodzi – Piotrkowskiej 83 – w dzień urodzin A. Hitlera (20.04.1943)

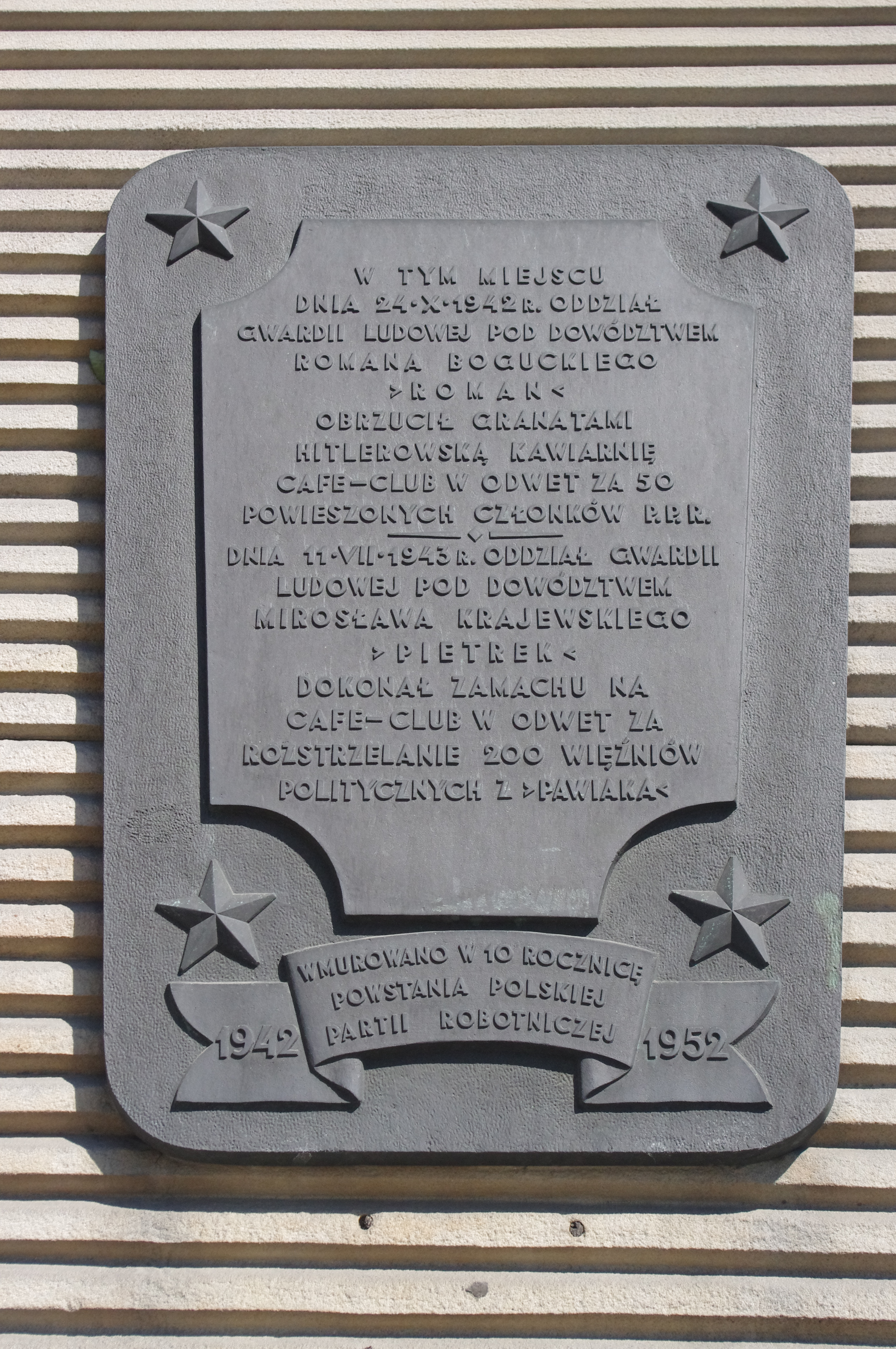
Tablica upamiętniająca zamachy na Cafe Club dokonane przez Romana Boguckiego i Mirosława Krajewskiego na budynku przy ul. Nowy Świat 15 w Warszawie

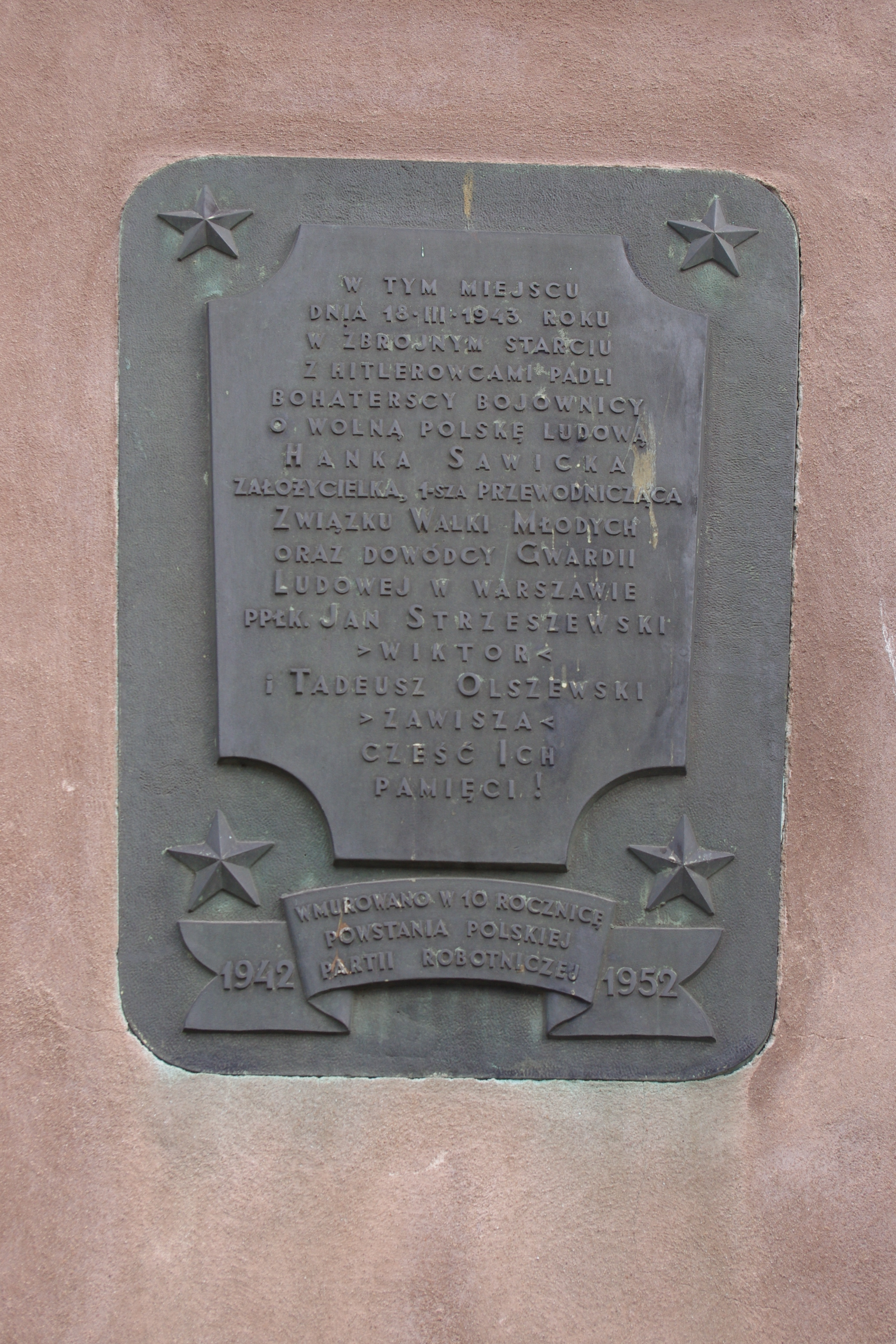
Tablica upamiętniająca śmierć Hanki Sawickiej, Jana Strzeszewskiego i Tadeusza Olszewskiego na kamienicy przy ul. Mostowej 2 w Warszawie

- 20 kwietnia 1942 oddział GL „Promieniści” dokonał akcji wypadowej na sklep z bronią przy głównej ulicy Łodzi – Piotrkowskiej 83.
- 10 czerwca 1942 pod Polichnem oddział GL im. Stefana Czarnieckiego pod dowództwem Franciszka Zubrzyckiego „Małego Franka” stoczył przegraną potyczkę z ekspedycją SS i żandarmerii. Zginęło 3 gwardzistów, a 2 (Zubrzycki i Józef Mrozek) zostało rannych; hitlerowcy stracili jednego zabitego i jednego rannego.
- 24 września 1942 pod Szwedami zwycięska walka z kompanią żandarmerii stoczona przez oddział GL im. Tadeusza Kościuszki pod dowództwem Grzegorza Korczyńskiego („Grzegorz”).
- 26 listopada 1942 pod Kołomaniami na Kielecczyźnie bitwa oddziału por. Ignacego Robba „Narbutta” z niemieckim batalionem specjalnym zakończona przebiciem się partyzantów.
- 6–8 grudnia 1942 w Lasach Parczewskich Oddział partyzancki im. Adama Mickiewicza(inne języki) dowodzony przez Fiodora Kowalowa ps. „Fiedia” jako pierwszy w GL stoczył trzydniową bitwę z silną niemiecką ekspedycją karną wspieraną przez artylerię, samochody pancerne i samoloty. Partyzanci po 3 dniach walk przebili się z okrążenia, a już po kilku dniach, 17 grudnia 1942, zdobyli miasto Ostrów Lubelski. Kolejna bitwa w Lasach Parczewskich miała miejsce 22–24 czerwca 1943. W obu przypadkach partyzantom udało się przebić z okrążenia.
- 15 grudnia 1942 – akcja oddziału por. „Narbutta” na jedyną w Polsce kopalnię pirytu w Rudkach k. Nowej Słupi – gwardziści na kilka tygodni unieruchomili kopalnię.
- 15 maja 1943 pod Zalezianką zgrupowanie GL Ignacego Robb-Narbutta stoczyło potyczkę z oddziałami żandarmów i własowców, tracąc 5 zabitych (w tym sekretarza okręgowego PPR w Kielcach Mieczysława Kowalskiego) i 3 rannych, po czym wydostało się z okrążenia.

- 18 czerwca 1943 – ostrzelanie niemieckiego pociągu wojskowego między stacjami Krasnobród-Zwierzyniec przez oddział sztabowy Grupy Operacyjnej (GO) im. Tadeusza Kościuszki dowodzony przez Jana Choinę „Doktora”; zginęło kilku hitlerowców.
- 29 lipca 1943 – atak na hitlerowską jednostkę pacyfikacyjną jadącą pociągiem ze Zwierzyńca do Biłgoraja dokonany przez oddział sztabowy GO im. Kościuszki; wykolejenie lokomotywy, półgodzinna walka ogniowa, opanowanie dwóch wagonów i rozstrzelanie kilkunastu Niemców.
- 7 sierpnia 1943 pod Zabudziskami, w powiecie skierniewickim, oddział im. Pułaskiego dowodzony przez por. Ignacego Robba „Narbutta” stoczył całodzienną walkę z siłami SS, Wehrmachtu i żandarmerii – 20 gwardzistów poległo lub zostało rannych, jednak większość ludzi „Narbutta” przebiła się. Oddział „Narbutta” liczący na przełomie 1942/43 około 230 ludzi był jednym z najaktywniejszych oddziałów GL oraz najsilniejszym oddziałem partyzanckim jaki pojawił się w tym rejonie GG po śmierci majora „Hubala” i rozwiązaniu jego oddziału.
- 18 października 1943 w lasach parczewskich oddziały GL zostały okrążone przez silne oddziały hitlerowców wspieranych przez samoloty, zdołały się jednak przebić zabijając lub raniąc 25 hitlerowców, same tracąc kilku zabitych.
- 22 października 1943 pod Kochanami w lasach lipskich (pow. janowski), oddziały dowodzone przez Władysława Skrzypka („Grzybowskiego”), Antoniego Palenia „Jastrzębia” i Karola Herzenbergera „Karola” zostały zaatakowane przez duże siły antypartyzanckie. Kilku partyzantów zginęło, kilku zostało rannych (w tym śmiertelnie „Jastrząb”), ale większość zdołała się przebić.
- 22 października 1943 oddział GL „Sokół” dowodzony przez Wasyla Wojczenkę „Saszkę” stoczył zwycięską potyczkę z siłami niemieckimi pod wsią Zochcin zabijając 7 hitlerowców (w tym szefa gestapo w powiecie opatowskim, hauptmanna Donata) i 4 raniąc, sam tracąc jednego zabitego.
- 24 października 1943 na Diablej Górze powiat opoczyński oddział im. Bema (dowódca W. Kowalczyk „Józek”) stoczył całodzienną walkę z hitlerowską obławą, a nocą wydostał się poza pierścień okrążenia.
- 23 listopada 1943 koło gajówki Małachów w pobliżu wsi Przepaść (w lesie pod Ćmielowem) hitlerowska ekspedycja otoczyła 19 gwardzistów na czele z dowódcą Okręgu GL Radom Janem Nalazkiem. W całodziennej bitwie zginęło 17 GL-owców, a 2 ciężko rannych dostało się do niewoli; hitlerowcy stracili 30 zabitych i ok. 70 rannych[94].

## Współpraca z innymi oddziałami partyzanckimi
W początkowym okresie działalności GL współdziałały z nią oddziały BCh Stanisława Basaja „Rysia” w powiecie hrubieszowskim, Zygmunta Goławskiego „Niwy” z Ostrowa Lubelskiego, W. Makowskiego „Maka” z powiatu Puławy, Stefana Rodaka „Roli”, również z puławskiego, J. Krzyżaka z powiatu Nowy Sącz, S. Kocioła z powiatu Leżajsk, Stefana Turka „Świerka” z powiatu Wadowice, Kazimierza Wątróbskiego „Sępa” na Podkarpaciu. Julian Kaczmarczyk „Lipa” już od 1942 r. współdziałał z oddziałem GL im. Tadeusza Kościuszki dowodzonym przez Grzegorza Korczyńskiego „Grzegorza” i jego zastępcę Antoniego Palenia „Jastrzębia” na Zasaniu. Zygmunt Kozak „Walter”, komendant oddziałów specjalnych BCh obwodu Puławy i jednocześnie zastępca dowódcy Państwowego Korpusu Bezpieczeństwa, w lipcu 1943 r., współdziałając z GL wziął udział w walce w obronie wsi Barłogi. Garnizon BCh w Ostrowie Lubelskim pod dowództwem Zygmunta Goławskiego „Niwy”, nawiązał kontakt z grupą GL w Rudce Starościńskiej, utworzoną przez Kazimierza Sidora. Połączone w ten sposób siły BCh i GL, we współdziałaniu z radzieckim oddziałem partyzanckim Jerzego Albrechta przeprowadziły w ten sposób szereg akcji przeciwko Niemcom, a Ostrów Lubelski 17 grudnia 1942 r. i we wrześniu 1943 r. stał się „stolicą partyzantów” północnej Lubelszczyzny.
W całym kraju dochodziło do nawiązywania kontaktów Gwardii Ludowej z oddziałami AK i BCh a nawet, wbrew zakazom KG AK, do wspólnych akcji bojowych. Jedną z pierwszych tego rodzaju akcji było zdobycie więzienia w Końskich w połowie listopada 1942 r., w czym wziął udział pluton dywersyjny AK Zygmunta Wyrwicza i grupa partyzantów z oddziału GL im. Ziemi Kieleckiej, dowodzonego przez Ignacego Robb-Narbutta.
W walce z hitlerowską ekspedycją karną w Józefowie w powiecie biłgorajskim 1 czerwca 1943 r. uczestniczył oddział wchodzący w skład grupy operacyjnej GL im. T. Kościuszki wspólnie z oddziałami AK Konrada Bartoszewskiego „Wira” i BCh Antoniego Wróbla „Antona”. W walce zginął partyzant GL, były jeniec radziecki - Michaił Atamanow.
W obronie wsi Kozubów przed hitlerowską ekspedycją karną w dniu 4 czerwca 1943 r. walczyli wspólnie żołnierze z oddziału GL im. Bartosza Głowackiego oraz miejscowych placówek BCh i AK. Zginęło siedmiu partyzantów GL.
Kilku wspólnych akcji z żołnierzami AK dokonał również oddział GL im. gen. Bema na południowo-wschodnim krańcu województwa łódzkiego. Wraz z grupą bojową AK uczestniczył on w zniszczeniu w nocy z 26 na 27 lipca 1943 r. powiatowej zbiornicy mleka w Radomsku, a 11 października wspólnie z oddziałem AK Witolda Kucharskiego „Wichra” w zdobyciu posterunku hitlerowskiego w Klementynowie w powiecie Piotrkowskim.

## Konflikt z innymi ugrupowaniami podziemia
Jedna z instrukcji wywiadu AK z grudnia 1942 r. nakazywała „traktowanie PPR na równi z nieprzyjacielem”. Władze PPR dostrzegły niebezpieczeństwo zbrojnego rozprawienia się z ruchem lewicowym i w „Liście otwartym do Delegatury rządu gen. Sikorskiego” z 15 stycznia 1943 uznały to za przygotowania do „wszczęcia wojny domowej”. Poruszono też tę sprawę w rozmowach z przedstawicielami Delegatury i KG AK w lutym 1943 r.
W nocy z 1 na 2 czerwca 1943 r., na rozkaz komendy obwodu AK w Grójcu, grupy tamtejszego Kedywu zastrzeliły w Mogielnicy pięcioro członków PPR-GL i matkę jednego z nich. Wśród zastrzelonych znajdowała się mgr Maria Jasiorowska – działaczka PPR, nauczycielka, absolwentka Uniwersytetu Warszawskiego.
12 lipca 1943 r. 6 osobowa grupa Gwardii Ludowej z dzielnicy Kunów, powiat Opatów, dowodzona przez kolejarza Mariana Skowrona, uzbrojona w 2 rkm-y i 6 pistoletów „Vis” spotkała w Lasach Starachowickich koło Wykusa oddział AK „Ponurego”. Po rozmowach grupę przyjęto do oddziału „Ponurego” w celu prowadzenia wspólnej walki z Niemcami. Do tego jednak nie doszło, gdyż w następnych dniach (13–16 lipca) wszystkich 6 przyjętych gwardzistów rozbrojono, a następnie zastrzelono.
W nocy z 6 na 7 września 1943 r. ppor. Leon Szymbierski ps. „Orzeł” będący zastępcą grupy Kedywu w powiecie Włoszczowa, dowodzonej przez por. Przemysława Szyca „Ludwika” wtargnął do wsi Konieczno i dokonał mordu 5 aktywistów PPR. Tej samej nocy inna grupa z oddziału „Ludwika” zamordowała we wsiach Krosów i Wola Wiśniowa również 5 osób. Tylko jeden z zamordowanych w tych wsiach był żołnierzem GL. Pozostali byli zaś członkami AK i BCh. Zamordowano ich tylko za to, że w różnej formie udzielali pomocy oddziałowi GL Stanisława Olczyka „Garbatego”.
10 września 1943 r. grupa z Kedywu pod dowództwem „Orła” zamordowała we wsi Starzyny 7 osób: dwóch żołnierzy GL i pięciu z Żydowskiej Organizacji Bojowej, którzy po ucieczce z getta częstochowskiego oczekiwali w tej wsi na kontakt z oddziałem GL im. gen. Józefa Bema. „Orzeł” został później stracony z rozkazu AK.
Rozkaz komendanta głównego AK, gen. Komorowskiego z 16 września 1943 r., w sprawie likwidacji band plądrujących bądź „wywrotowych”, odebrany został przez PPR jako apel do wojny bratobójczej. „Bór” w sprawozdaniu przekazanym do Londynu komentował ten rozkaz następująco: „Aby dać pewną pomoc i osłonę bezbronnej ludności, nakazałem komendantom okręgów i obwodów w razie potrzeby wystąpić zbrojnie przeciwko elementom plądrującym bądź wywrotowo-bandyckim. Położyłem nacisk na konieczność likwidacji przywódców band, a nie usiłowanie zniszczenia całych band”. Termin „wywrotowcy” odnosił się w przedwojennej Polsce jednoznacznie do komunistów.
Już po miesiącu rozkaz ten zdobył wywiad GL i 15 października opublikowano go w prasie podziemnej. Uznano wówczas „ponad wszelką wątpliwość, że z dowództwa wyszły rozkazy i instrukcje dające hasło wojny domowej”.
Po wejściu w życie rozkazu nr 116/1, w drugiej połowie 1943 r. w skrytobójczy sposób zamordowano kilku członków PPR i GL, m.in. Jana Młynka z Michałowa, w powiecie Iłża, który opuścił szeregi AK, przechodząc do GL. Zbrodni tej dokonał pododdział „Krzyka”. Zwłoki zamordowanego znaleziono po 6 miesiącach.
Idee rozkazu nr 116 odrzuciła jednak większość ogniw Armii Krajowej, gdyż był on wykonywany praktycznie tylko w kilkunastu powiatach okręgów lubelskiego, białostockiego i kielecko-radomskiego, o czym świadczyły meldunki ich sztabów.
Opublikowanie rozkazu nr 116 wywołało konsternacje i głosy krytyki w części obozu londyńskiego, zwłaszcza wśród ludowców i socjalistów. Przyczyniło się to do pewnej zmiany tonu prasy obozu rządowego i znalazło wyraz w „Oświadczeniu” dowódcy AK, gdzie potępił „ohydny mord” NSZ pod Borowem.
28 października 1943 r. oddział Przemysława Szyca „Ludwika” otoczył kwaterujący we wsi Karczowice, powiat Miechów oddział GL im. Bartosza Głowackiego, usiłując go rozbroić. Ponieważ gwardziści nie chcieli złożyć broni (nie od „Ludwika” ją otrzymali), wywiązała się strzelanina. Po 20-minutowej walce partyzanci GL zdołali przełamać pierścień okrążenia napastników i opuścić Karczowice. Stracili jednak w bratobójczym starciu 14 ludzi. Napastnicy mieli 10 zabitych i rannych. Napastnicy idąc po śladach krwi i tropem własnego wywiadu zamordowali 14 gwardzistów we wsiach Przysieka, Ligota i Wola Libertowska. Po tych wydarzeniach oddział GL im. Bartosza Głowackiego uległ likwidacji.
W listopadzie 1943 r. w Kąkolewnicy, powiat Radzyń Podlaski, z rozkazu komendanta AK Konstantego Witkowskiego ps. „Miller” został napadnięty – wraz z drużyną sztabową – Jan Dadun ps. „Janusz”, dowódca oddziału GL, tzw. 6 Batalionu; poległo 10 partyzantów GL. Zabity został także Dąbrowszczak Jakub Aleksandrowicz. Z zaatakowanych ocalał tylko gwardzista Edward Żelazny, któremu udało się zbiec.
8 grudnia 1943 r. kilkuosobowa grupa AK pod dowództwem sierżanta „Listka”, konwojując dwa konne wozy z bronią, natknęła się w Starym Skoszynie na oddział GL im. Zawiszy Czarnego i została przez niego zatrzymana. Dowódca oddziału GL „Tank”, widząc załadowane bronią wozy, wezwał konwojujących je żołnierzy AK, aby nie pozwolili jej magazynować, lecz wzorem partyzantów GL, użyli jej do walki z Niemcami, bądź oddali ją w ręce tych, którzy tę walkę prowadzą. Akowcy przyjęli postawę bojową. Doszło do wymiany strzałów. Na ich odgłos z obozowiska na górze Szczytniak przybyła większa grupa akowców, dowodzona przez por. „Mariańskiego”. Rozwinięci w tyralierę akowcy zaczęli okrążać gwardzistów. „Tank” widząc przeważającego przeciwnika, wycofał się pośpiesznie z 8 gwardzistami. Resztę oddziału pozostawił otoczoną w jednym z murowanych zabudowań. Ta reszta chcąc uniknąć niepotrzebnego rozlewu krwi, a jednocześnie uwierzywszy oficerskiemu słowu – zapewnieniu por. „Mariańskiego”, że jeżeli wyjdą z domu bez broni nikomu włos z głowy nie spadnie, gwardziści bez walki złożyli broń. Tymczasem na miejsce zdarzenie przybył „Ponury”. Widząc rozbrojonych gwardzistów, przystąpił do ich przesłuchiwania. Po godzinnym, połączonym z biciem „śledztwie”, trzech rozkazał uwolnić. Pozostałych pięciu za napad z bronią w ręku na polski oddział partyzancki nakazał rozstrzelać. Wśród rozstrzelanych byli dwaj zastępcy dowódcy oddziału partyzanckiego GL: do spraw operacyjnych – kpr. Jan Żebrak „Kozak” i do spraw politycznych – Jan Kuchniak „Bida”.
Dowódca Armii Krajowej gen. Komorowski uznając duże prawdopodobieństwo wejścia w konflikt zbrojny z oddziałami Gwardii Ludowej i partyzantów radzieckich informował w październiku 1943 r. rząd w Londynie o konieczności wprowadzenia do kraju w „krytycznym momencie” nie tylko oddziałów Sił Zbrojnych na Zachodzie, ale też jednostek anglosaskich do wsparcia AK w walce z siłami komunistycznymi.
W ramach, jak określali członkowie GL, „oczyszczania terenu z reakcji i faszystów” bojówki GL napadały na członków AK, NSZ i mordowały ludność cywilną. Piotr Gontarczyk podaje, że GL oskarżała czasami konkurencyjne organizacje o kolaborację z Niemcami. Ten sam autor podaje kilka przykładów zabójstw dokonanych przez GL z przyczyn politycznych. W wewnętrznym raporcie GL z listopada 1942 z okręgu radomskiego donoszono: „Zlikwidowano 2 szpiclów (sikorszczaków)”. W 1942 r. oddział GL zamordował rotmistrza Stanisława Malanowskiego z ZWZ-AK, a w styczniu 1943 zabiła kilku członków NSZ w Kosinie.

### Kwestia rzekomego donosu Spychalskiego
Władysław Bułhak podał, że Marian Spychalski we wrześniu 1943 napisał do Gestapo donos z listą 48 osób – domniemanych przedstawicieli „żydokomuny” jako formę denuncjacji niewygodnych dla PPR osób związanych z Gestapo i „aparatem reakcyjnego podziemia”. Lista zawierała dużą grupę nazwisk przypadkowych, niemających jakichkolwiek powiązań ze strukturami podziemia. Co najmniej jeden z zadenuncjowanych wziął udział w zorganizowanej przez Niemców w maju 1943 w celach propagandowych wyprawie polskich robotników i kolejarzy z GG do Katynia, był świadkiem zbrodni katyńskiej NKWD. Duża grupa była podejrzewana przez struktury Armii Krajowej bądź Narodowych Sił Zbrojnych o współpracę z okupantem. Pojedyncze osoby można określić jako zaangażowane na trzeciorzędnych pozycjach w działalność AK bądź NSZ (niektóre z nich były podejrzewane przez AK o jednoczesną współpracę z Gestapo). Osoby te zostały w większości aresztowane przez Gestapo w końcu 1943, a część z nich wywieziono do niemieckich obozów koncentracyjnych. Bułhak wykorzystał to, że Spychalski przyznał się do tego czynu podczas stalinowskiego śledztwa politycznego prowadzonego przez X Departament Ministerstwa Bezpieczeństwa Publicznego. Komunista był jednak przesłuchiwany codziennie przez wiele godzin; był znieważany i męczony pytaniami tak długo, aż przyznał się do wersji oczekiwanej przez śledczego; trzymano go na przemian w zagnojonym karcerze lub w wilgotnej zagrzybionej celi z wiecznie zapaloną żarówką, co rzuca cień na wiarygodność jego zeznań. Historyk Robert Spałek zwrócił uwagę na małą wiarygodność źródeł historycznych dotyczących donosu, dlatego mówił o tych działaniach w trybie warunkowym i z wielką ostrożnością. Donos wchodził zresztą w zestaw zarzutów postawionych Spychalskiemu w czasach stalinowskich. W listopadzie 1950 Spychalski odwołał przyznanie się do donosu. Osoby wytypowane przez Bolesława Bieruta do potwierdzenia winy Spychalskiego w sprawie donosu (Piotr Jaroszewicz i Włodzimierz Lechowicz), mimo terroru moralnego i fizycznego, nie złożyły zeznań obciążających Spychalskiego.

### Walki z Narodowymi Siłami Zbrojnymi
W jednym z pierwszych rozkazów nr 3 z 20 października 1942 dowódca NSZ Ignacy Oziewicz – „Czesław” zalecił wszystkim ogniwom NSZ traktować PPR jako wroga, a z jej członkami „przeprowadzać walkę w ramach obecnych możliwości”, zaś w grudniu 1942 wydał rozkaz o podjęciu Akcji Specjalnej nr 1 w celu „oczyszczania terenu z band wywrotowych i przestępczych, z wrogich nam formacji mniejszościowych”. Działania te nie pozostawały tajemnicą dla kontrwywiadu GL i postanowiono poinformować o tym opinię publiczną. 15 października 1942 r. organ KC PPR „Trybuna Wolności” wskazał na nawoływanie do zbrojnej rozprawy z lewicą, stwierdzając iż „reakcja (...) przygotowuje u nas wojnę domową”.
7 stycznia 1943 r. oddział NSZ zamordował w Drzewicy, w powiecie Opoczno 6 członków PPR-GL, a wśród nich działaczy Komitetu Dzielnicowego PPR Antoniego Węgorzewskiego ps. „Las” i Piotra Białka ps. „Kuropatwa”. W związku z tą zbrodnią oddział partyzancki GL pod dowództwem Józefa Rogulskiego „Wilka” i grupa „Lwy” dowodzona przez Juliana Kaniewskiego „Julka” 22 stycznia w odwecie zabiła kilku członków NSZ, wśród nich dyrektora fabryki „Gerlach” Augusta Kobylańskiego. Odwet ten nastąpił bez wiedzy i zgody władz centralnych PPR i GL, które zabraniały wszelkich działań odwetowych.
NSZ od lipca 1943 r. zaczęły aktywnie walczyć z GL. Walkę z Gwardią Ludową traktowano jako zadanie nadrzędne, ważniejsze niż walka z Niemcami. Pismo NSZ „Szaniec” stwierdzało 4 VIII 1943 r. – „Czas ocknąć się i przystąpić do systematycznej likwidacji ośrodków dyspozycji komuny i dopiero na oczyszczonym w ten sposób terenie podjąć planowaną walkę z okupantem niemieckim. Wspólna praca szczerze polskich organizacji wojskowych i cywilnych z pewnością umożliwi nam wyrwanie chwastów bolszewickich i oczyszczenie terenu. PPR, Gwardia Ludowa i różni „czerwoni partyzanci” muszą zniknąć z powierzchni polskiej ziemi”.
W nocy z 22 na 23 lipca 1943 r. oddział NSZ „Sosny”, pod dowództwem Huberta Jury – „Toma” (agenta radomskiego Gestapo) w gajówce Puszcza koło wsi Stefanów (na terenie Lasów Przysuskich) zamordował 7 partyzantów GL z oddziału im. Ludwika Waryńskiego pod dowództwem Stanisława Wiktorowicza „Stacha”. NSZ-owcy podali się za oddział GL z Lubelszczyzny, poszukujący kontaktu z innymi oddziałami GL. Tylko jednemu z gwardzistów udało się uciec.
Pod koniec lipca 1943 r. ten sam oddział NSZ pod dowództwem „Toma”, w Kępie Niemojewskiej nad Pilicą, znienacka zaatakował oddział GL im. Władysława Kononowicza. Poległ dowódca oddziału Henryk Szostak ps. „Rycerz” i 9 gwardzistów. Uratował się tylko sierżant Stefan Konopka. NSZ-owcy przedstawili się jako oddział BCh chcący nawiązać współpracę z GL.
13 listopada 1943 r. w Słaboszycach, powiat Radom patrol NSZ zatrzymał trzech oficerów GL: sekretarza Komitetu Okręgowego PPR Leona Koczaskiego, dowódcę radomskiego okręgu GL Edwarda Bernarda „Orła” i oficera sztabu okręgu GL Leszka Szwagierczaka. Wszyscy zostali tego samego dnia zamordowani.
25 grudnia 1943 r. w Aleksandrowie, powiat Radomsko oddział NSZ „Las 3", pod dowództwem Stanisława Masłochy, zatrzymał 3 żołnierzy przybyłych na święta do domów z oddziału GL im. gen. Józefa Bema: Zygmunta Koczwarskiego, Bolesława Leskiego i Michała Pawlasa. Wszyscy zostali zastrzeleni.
9 sierpnia 1943 w lesie koło Borowa (pow. Kraśnik) na tle walk wrogich sobie organizacji podziemnych oddział Narodowych Sił Zbrojnych pod dowództwem mjr Leonarda Zub-Zdanowicza „Ząb” otoczył, rozbroił, a następnie rozstrzelał ok. 26-27 żołnierzy oddziału GL im. Jana Kilińskiego oraz 3 obecnych w obozie chłopów. PPR wykorzystała to zdarzenie w celach propagandowych, rozpowszechniając nieprawdziwe informacje, iż członkowie GL zostali zamordowani siekierami, miano im rzekomo obciąć głowy – PPR oskarżył także NSZ o wszczynanie „wojny domowej”, nazywając członków tej organizacji „faszystami” i „pańskimi endekami”. Początkowo NSZ nie wzięła odpowiedzialności za wydarzenia w Borowie na siebie, przyznając się do niego dopiero wówczas, gdy incydent został oficjalnie potępiony przez Komendę Główną AK. Przeciw zbrojnemu likwidowaniu oddziałów komunistycznych przez siły NSZ wypowiadały się niektóre polskie ugrupowania lewicowe w tym m.in. Związek Syndykalistów Polskich i przynajmniej część ludowców.
Rozkaz nr 9 Dowództwa Głównego GL w sprawie mordu pod Borowem podkreślał: „Broń swą nadal tylko przeciwko Niemcom kierować będziemy”. Oddziałom i ogniwom terenowym GL nakazywano zaostrzenie czujności, aby nie dać się sprowokować do akcji odwetowych, nakazywano unikać walk, chyba że w ostateczności, w obronie.

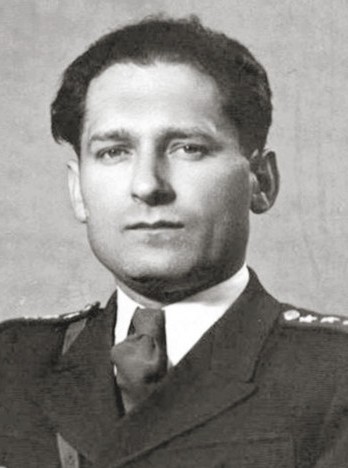
Mieczysław Moczar

Po mordzie pod Borowem szef GL Okręgu Lublin Mieczysław Moczar wydał odezwę w której stwierdzał „Za każdego zamordowanego z GL przez osobników, zbirów reakcji należy ukarać tak, aby nigdy mordów nie czynił. (...) Tak już jest w historii, aby uniknąć nieszczęścia, które grozi sprawiedliwości i społeczeństwu (...) należy w zarodku wykarczować ten bakcyl, który powoduje łzy i ból całego narodu.”.
Wiosną 1943 NSZ oświadczyło, że PPR i GL działa w interesie ZSRR jako „sowiecka agentura” lub „ekspozytura Moskiewska”, co opisywał jeden z organów prasowych NSZ z 31 lipca 1943: „ (…) koniecznością dnia dzisiejszego jest również czyn, którego naczelnym zadaniem jest przed wybuchem powszechnego powstania, oczyszczenie terenu Polski ze stanowiących „drugą okupację” partyzanckich oddziałów i band komunistycznych. Musimy uwolnić ludność polską od wiecznego terroru, wyzysku i grabieży ze strony tych band, a Polskę – od groźby ich interwencji na rzecz Sowietów, i rewolucji komunistycznej w najniebezpieczniejszym dla nas momencie: w chwili gdy przedwcześnie wywołane u nas powstanie będzie mogło oddać zwycięstwo w ręce Stalina. (…) Zadanie to – zniszczenie oddziałów i band komunistycznych – przypada naszym własnym, polskim oddziałom partyzanckim, zorganizowanym przez Narodowe Siły Zbrojne”
Odpowiedzią na to oraz na wcześniejsze mordy działaczy lewicowych było „oświadczenie PPR w sprawie mordów politycznych i rozpalania wojny domowej” datowane na wrzesień 1943 r. „Z rąk plugawych zdrajców padło już szereg bojowników, ofiarnie walczących o niepodległość Polski, spośród zwolenników PPR, Gwardii Ludowej, Stronnictwa Ludowego, Batalionów Chłopskich, socjalistów i innych ugrupowań demokratycznych. Wypadki takie miały miejsce ostatnio w powiatach: siedleckim, janowskim, puławskim i kieleckim, w Mogielnicy i w Warszawie. (...) Grunt ideologiczny dla tej plugawej akcji kainowej przygotowują niektóre grupy i pisma podziemne, usiłujące odwracać uwagę społeczeństwa od walki z okupacją hitlerowską w stronę zagrażającego dziś jakoby wewnętrznego <<niebezpieczeństwa komunistycznego>>. Są to znane grupy reakcyjne, które przejmuje paniczny strach wobec wszelkiej myśli o demokratycznym układzie stosunków politycznych i społecznych w wyzwolonej Polsce. (...) Tym większą troską napawać musi dotychczasowy brak mocnego i zdecydowanego potępienia ze strony szeregu ugrupowań politycznych i pism dokonujących się mordów politycznych”.
W rejonie radomskim oddział NSZ podszywający się pod AK atakował oddziały GL-AL, w odwecie żołnierze podziemia komunistycznego pojmali 10 zakładników z AK, autor meldunku AK informuje o tym że komuniści zastrzelili jednego z zakładników jednak po zdemaskowaniu oddziału NSZ uwolnili wszystkich AK-owców. W tym samym regionie NSZ-owcy mieli donosić do Gestapo na komunistów (jak napisano w raporcie AK: D-cy kontaktują się i współpracują z Gestapo. Wsypują partie komunistyczne).

## Pomoc Żydom i zbiegłym z niewoli jeńcom radzieckim
Bohater powstania w getcie warszawskim Icchak Cukierman pisał w swoich pamiętnikach: „W okresie Zagłady (...) tymi, którzy zdobyli nasze zaufanie i pomagali nam, na ile pozwalały ich skromne możliwości, byli polscy komuniści. Darzyli nienawiścią Polskę sanacyjną, faszystowską (...) byli przede wszystkim polskimi patriotami, którzy chcieli nowej Polski; oni byli jedyną siłą na której my mogliśmy się oprzeć (...)”.
Israel Gutman i Szmuel Krakowski, pochodzący z Polski historycy izraelscy, twierdzą, że w wielu regionach Polski Gwardia Ludowa była jedyną siłą sojuszniczą, na której partyzanci żydowscy mogli polegać. Wymieniają dziesięć oddziałów żydowskich Gwardii Ludowej/Armii Ludowej i 13 jednostek tych ugrupowań, w których Żydzi stanowili przynajmniej początkowo, ponad jedną trzecia partyzantów(...).
Według Dariusza Libionki „zasadnicza różnica między AK a GL-AL odnośnie do ich stosunku do Żydów była taka, że Żydzi mogli funkcjonować w GL zachowując swoją tożsamość, a w AK nie”.
Wraz z powstaniem PPR pomoc dla jeńców radzieckich przybrała formy zorganizowane. Organizacje partyjne nawiązywały kontakt z jeńcami w obozach, organizowały i ułatwiały im ucieczki oraz kierowały do oddziałów partyzanckich GL. Terenowe organizacje PPR w różnych częściach kraju w latach 1942–1945 udzielały pomocy partyzantom radzieckim w Polsce, którzy zbiegli z obozów.

## Przestępstwa oddziałów GL
Niektórzy dowódcy Gwardii Ludowej, wraz z podległymi im oddziałami, mają na swoim koncie liczne rabunki, gwałty i morderstwa na ludności cywilnej, głównie polskiej, ale i żydowskiej, oraz fizyczną eliminację żołnierzy polskiej konspiracji. Jeszcze jesienią 1942 z „wyroku” GL na Lubelszczyźnie zabito rolnika Bronisława Płechtę w Suchodołach. Gontarczyk podaje, że podczas jednej z pierwszych akcji latem 1942 grupa Grzegorza Korczyńskiego (Stefana Kilianowicza) miała dokonać zbiorowego gwałtu na właścicielce majątku w R. pod Gościeradowem. Informacja ta została podana na podstawie informacji podanych przez jednego z przesłuchiwanych w wątpliwym stalinowskim procesie politycznym nad Korczyńskim w latach 50. Ta sama grupa niedługo potem miała zamordować dzierżawcę majątku Liśnik-Łużyna rotmistrza Stanisława Malanowskiego z AK, a w styczniu 1943 zabić kilku członków placówki NSZ w Kosinie.
29 maja 1943 grupa GL Józefa Liska tzw. „Liskowcy” pod dowództwem „Bartosza” zamordowała Władysława Kiełczewskiego, właściciela majątku w Łysakowie koło Zaklikowa, oraz obecną tam pokojówkę, grabiąc i demolując dworek.
28 października 1943 r. Tadeusz Grochal i jego oddział rozpoczęli rabunek i napaści we wsi Karczowice, miejscowa ludność poprosiła o pomoc oddział AK, dowodzony przez por. Tadeusza Kozłowskiego ps. „Piotr”. Gdy członkowie GL spostrzegli, że zostali otoczeni, zaczęli się ostrzeliwać i uciekać. W wyniku wymiany ognia zginęło 12 członków oddziału Grochala. Sam Grochal był odpowiedzialny za morderstwo częstochowskiego działacza PPR, Mariana Głąba ps. „Felek”. Nie poniósł konsekwencji za ten czyna.
Oddział GL Lwy Izraela Ajzenmana dokonał napadu na Drzewicę, podczas którego zamordowano siedem osób – dyrektora miejscowej fabryki noży „Gerlach” Augusta Kobylańskiego, aptekarza Stanisława Makomaskiego i pięciu członków NSZ – Józefa Staszewskiego, Edwarda, Stanisława i Józefa Suskiewiczów oraz Zdzisława Pierścińskiego. Kilkanaście innych osób, które znalazły się na liście do likwidacji, zdołało uciec lub ukryć się. Zdaniem części historyków, zabójstwa te były odpowiedzią na wcześniejszy mord na kilku członkach GL.

### Kwestia rzekomych zbrodni Korczyńskiego
Jesienią 1942 grupa Korczyńskiego miała rzekomo zamordować ok. 100 ukrywających się Żydów we wsi Ludmiłówka w powiecie kraśnickim, zbrodnia miała charakter rabunkowy. Informacja ta pochodzi ze stalinowskiego procesu politycznego ws. Korczyńskiego i jego ludzi. Niezwiązani z prawicą historycy twierdzą, że pogrom nie miał miejsca. Mordom dokonanym przez Korczyńskiego zaprzecza Ryszard Nazarewicz. Jego zdaniem do jego oskarżenia posłużyły sfabrykowane, głównie przez Józefa Światłę, w latach 1949–1955 materiały w X Departamencie MBP przygotowywane do procesu Władysława Gomułki i innych działaczy. Twierdzi on, że zabójstwa Żydów dotyczyły likwidacji składającej się z Polaków i Żydów grupy określanej jako „banda Grochalskiego”, która u schyłku 1942 r. zamordowała kilku członków sztabu zgrupowania GL im. T. Kościuszki w Kraśnickiem i zrabowała m.in. kasę zgrupowania. Sam Korczyński miał wyciągnąć z getta rodziców swojej żony i przechowywać ich podczas okupacji u własnej rodziny. Sąd Najwyższy w czasach destalinizacji uznał, że dochodzenie MBP ws. Korczyńskiego było prowadzono w sposób tendencyjny. Nazarewicz podał, że według informacji zebranych po destalinizacji przez rządzącą partię, Prokuraturę Generalną i Sąd Wojewódzki w Warszawie, Korczyńskiemu i jego ludziom zarzucono popełnienie nieistniejących zbrodni lub tych popełnionych przez NSZ i innych sprawców. Ponadto do akt sprawy Korczyńskiego nie włączono dokumentów świadczących na korzyść dowódcy. Chodziło m.in. o zeznania żydowskich partyzantów, którzy podlegali Korczyńskiemu do końca wojny (w tym 35 z okolic Ludmiłówki). Sam Korczyński został zrehabilitowany przez sąd.
Z kolei oddział Władysława Skrzypka, który podlegał Korczyńskiemu, brał rzekomy udział w zbrodni na żydowskich partyzantach w Kraśniku, mordując 22 osoby.

W tym momencie wszyscy partyzanci z grupy „KAROLA” i naszej [Władysława Skrzypka „Grzybowskiego”] z okrzykiem „bić Żydów jak psów” rzucili się na nich i zaczęli ich mordować. Ja i moi trzej bracia i ojciec należeliśmy do oddziału GRZYBOWSKIEGO i nam początkowo nic nie robili. (...) Kiedy strzelanina się uspokoiła, ja gdzieś się oddaliłam Z obozu, w tym [czasie] usłyszałam krzyk moich braci, kiedy doleciałam do obozu spotkałam komisarza [politycznego oddziału Stanisława] BIEŃKA [ps. „SZELA”] i pytałam się czy nas też chcą zabić i dlaczego bracia moi krzyczą. (...) Kiedy podeszłam bliżej zauważyłam rozwścieczonego GRZYBOWSKIEGO i partyzantów zrywających odzież z moich braci. (...) Dopadłam do GRZYBOWSKIEGO i zapytałam się go za co on nas bije, on odrzucił mnie od siebie mówiąc: „dość już mam Żydów”. W tej chwili Skrzypek wystrzelił do jednego brata, do drugiego strzelał ps. „STACH”, do trzeciego brata już nie widziałam kto strzelał, gdyż w tym czasie szarpali się ze mną, chcąc i mnie zastrzelić. Ja się chwyciłam jednego z partyzantów nazwiskiem BIAŁY ps. KAROL oderwał mnie i rzucił na ziemię – ja wstałam i zaczęłam uciekać. W czasie ucieczki tenże BIAŁY strzelał za mną i przestrzelił mi rękę. (...) Zaznaczam, że w tym czasie już nikt nie chciał przechowywać Żydów, gdyż bali się nie tylko Niemców, ale i partyzantów z GL (...) Wszystkiego wymordowano tam 22 Żydów.

Również i te informacje pochodzą z wątpliwego procesu Korczyńskiego i jego współpracowników.

## Upamiętnienie
Walki partyzantów polskich walczących w Gwardii Ludowej zostały upamiętnione na Grobie Nieznanego Żołnierza w Warszawie, napisem na jednej z tablic po 1945 r. „GWARDIA LUDOWA”.
Z okazji 60-lecia powstania Gwardii Ludowej do Krajowej Rady Żołnierzy Armii Ludowej napłynęły od niektórych polityków lewicy listy zawierające jej wysoką ocenę. Leszek Miller stwierdził w swym piśmie, iż „działalność zbrojna Gwardii Ludowej zapisała się na stałe w historii Polski a gwardziści swą heroiczną walką dali następnym pokoleniom przykład odpowiedzialności za dobro narodu i przyszłość ojczyzny”. Marszałek Sejmu Marek Borowski ocenił iż „Gwardia Ludowa, zbrojne ramię polskiej lewicy, zapisała wspaniałe karty w walce z hitlerowskim okupantem a jej walka przyczyniła się do wyzwolenia kraju oraz zwycięstwa państw sprzymierzonych nad III Rzeszą”. Wyraził też podziękowanie żołnierzom Gwardii Ludowej za wydatną pomoc w wywalczeniu wolności.
Marszałek Senatu Longin Pastusiak uznał, że żołnierze GL walczyli o niepodległość i Polskę równoprawnych obywateli, a zarazem o równość społeczną.